# Póvoa de Varzim
A Póvoa de Varzim é uma cidade portuguesa localizada na sub-região da Área Metropolitana do Porto, pertencendo à região do Norte e ao distrito do Porto.
É sede do Município de Póvoa de Varzim que tem uma área total de 82,81 km2, 64 255 habitantes em 2021 e, por isso, uma densidade populacional de 782 hab./km2, subdividido em 7 freguesias. O município é limitado a norte por Esposende, a nordeste por Barcelos, a este por Vila Nova de Famalicão, a sul por Vila do Conde (com quem forma uma conurbação) e a oeste com o Oceano Atlântico.
As primeiras populações fixaram-se no seu território entre quatro a seis mil anos atrás. Por volta de 900 a.C., a instabilidade na região levou à fundação de uma cidade muralhada, a Cividade de Terroso, que desenvolveu rotas de comércio marítimo com as civilizações da antiguidade clássica. A Póvoa de Varzim moderna emergiu depois da conquista da cividade pela República Romana por volta de 138 a.C., a pesca e unidades de processamento de peixe desenvolveram-se pouco depois, constituindo as bases da economia local. Pelo século XI, a indústria pesqueira e campos férteis formaram a base de um senhorio feudal e Varzim foi ferozmente disputada entre os senhores locais e  dos regionais, os primeiros reis de Portugal, o que levou à criação do município em 1308 e ser submetida ao poder monástico medieval poucos anos depois. A importância da Póvoa de Varzim reemergiu com a Época dos Descobrimentos devido à competência e riqueza dos seus construtores navais e navegantes, que negociavam à volta do mundo em rotas comerciais complexas. Pelo século XVII, a indústria de transformação de pescado tomou novo alento e, algum tempo mais tarde, a Póvoa tornou-se no porto pesqueiro dominante no Norte de Portugal.
A cidade da Póvoa de Varzim é uma reconhecida cidade balnear desde há três séculos, a mais popular no Norte de Portugal, o que instituiu uma cultura literária influente e patrocínio na música e no teatro.  É uma das poucas zonas de jogo legal em Portugal e possui indústrias têxtil e alimentar significativas. A cidade mantém uma identidade cultural própria, uma cozinha piscatória rica e tradições antigas, tais como siglas poveiras, a técnica agrícola das masseiras e festas

## História

### Etimologia
O nome, Póvoa de Varzim, deriva de Póvoa, que significa pequeno povoado, dado que, ali, D. Dinis mandou edificar um pequeno povoado em 1308, a palavra Varzim, deriva Euracini, senhor da totalidade, ou pelo menos parte destas terras, a palavra Euracini, através de vários fenómenos linguísticos acabou por se transformar em Varzim.

### Cultura castreja e conquista romana

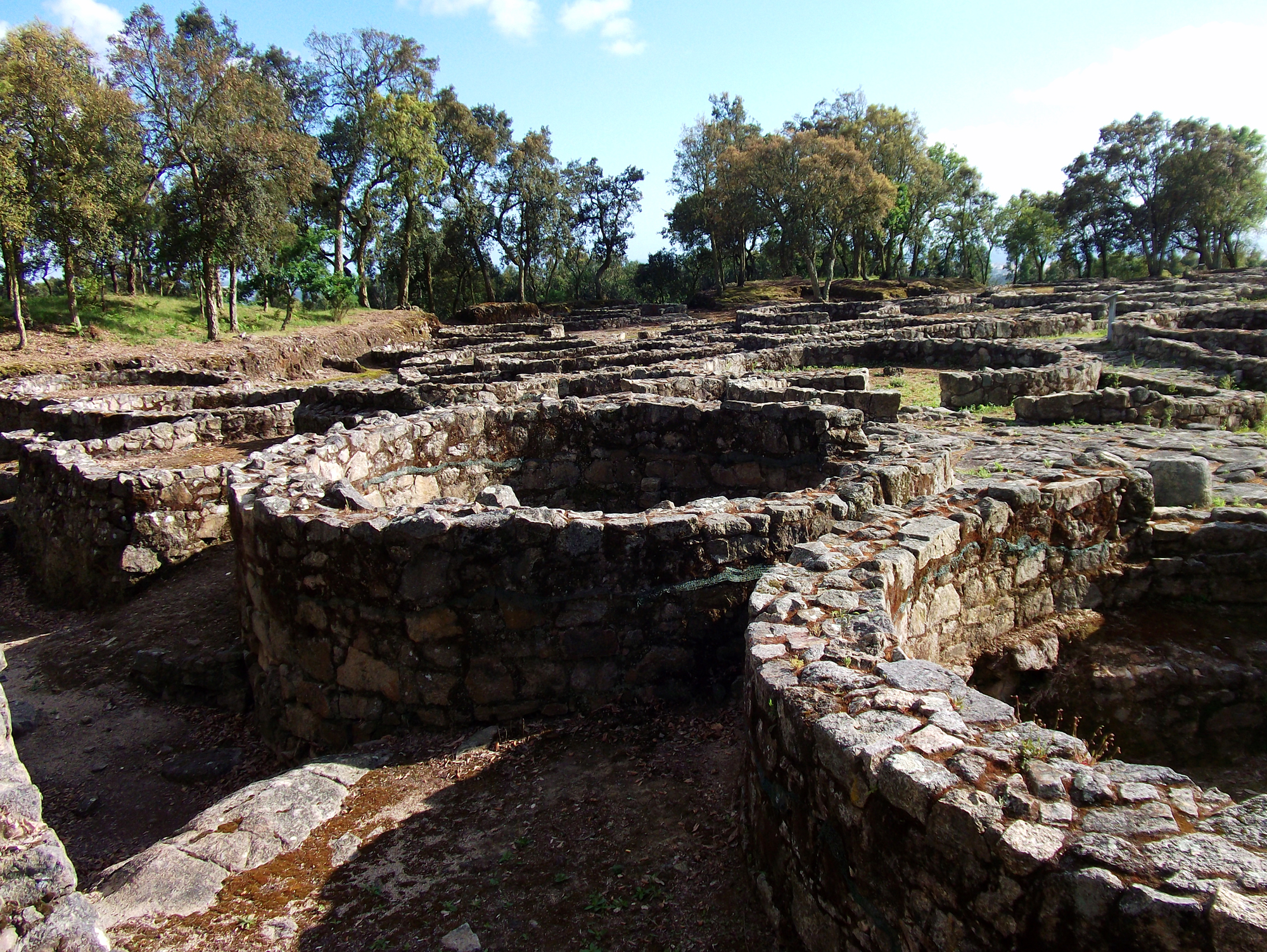
A cividade foi fundada por volta de e os primeiros edifícios em granito apareceram por volta do século V a.C.

Achados de ferramentas de pedra acheulenses sugerem que a Póvoa de Varzim é habitada desde o Paleolítico Inferior, por volta de 200 000 a.C. Os primeiros grupos de pastores instalaram-se em todo o litoral da Póvoa de Varzim por volta do IV milénio e os inícios do II milénio a.C. Uma necrópole do Neolítico-Calcolítico, com sete mamoas conhecidas, pode ainda ser vista à volta do monte de São Félix e do Monte da Cividade.
As pilhagens generalizadas por tribos rivais, levaram a que as populações residentes na planície litoral da Póvoa de Varzim erguessem um povoado fortificado no cume do monte mais próximo do mar. Assim nasceu a Cividade de Terroso que se foi desenvolvendo para se tornar num dos principais povoados da cultura castreja. No seu apogeu, a Cividade teria perto de 12 000 metros quadrados e nela habitavam várias centenas de pessoas. Esta manteve relações comerciais com as civilizações do Mediterrâneo, principalmente durante o domínio cartaginês do sudeste da Península Ibérica.
Durante as guerras púnicas, os Romanos tomaram conhecimento da riqueza da região castreja em depósitos de ouro e estanho. Viriato, que liderava as hostes lusitanas, impediu o crescimento da República Romana para o Norte do rio Douro. No entanto, o seu assassinato em 138 a.C. abriu caminho para as legiões romanas. Durante os dois anos seguintes, Décimo Júnio Bruto Galaico avançou pela região castreja, esmagou os exércitos castrejos e tomou a Cividade de Terroso deixando-a em ruínas.
A região foi pacificada durante o domínio de César Augusto. O povo castrejo regressou à vida na planície costeira, onde foi criada Vila de Euracino e fábricas de peixe romanas. Com a anexação pela República Romana, o comércio apoiava o desenvolvimento económico regional, com os mercadores romanos organizados em verdadeiras empresas comerciais que procuravam o monopólio nas relações comerciais.

### Feudalismo e municipalismo

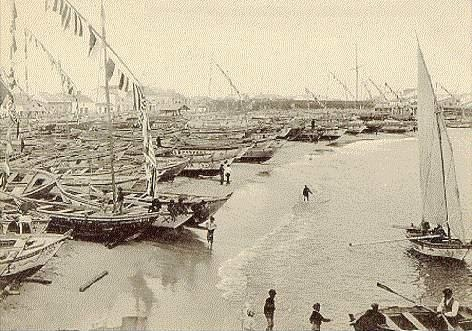
Barcos Poveiros no Porto da Póvoa de Varzim. A disputa entre os senhores do feudo e os reis portugueses levaram à criação do município em 1308.

Com a queda do Império Romano, povoações de origem sueva fixaram-se na zona envolvente. A primeira referência escrita conhecida aparece em 26 de Março de 953 durante o domínio de Mumadona Dias, Condessa de Portugal. A região foi atacada pelos viquingues (normandos) na década de 960, pelos Mouros em 997 e novamente por piratas normandos em 1015-1016. Várias pistas indicam a colonização viquingue em Vila de Euracino após essas invasões. Durante a Idade Média, o nome Euracino (Euracini) modificou-se para Uracini, Vracini, Veracini, Verazini, Verazim, Varazim e, eventualmente, Varzim.
No século XI, Guterre Pelayo, um dos principais capitães da reconquista para o Condado Portucalense, tornou-se o Senhor de Varzim. D. Henrique, conde de Portugal, atribuiu-lhe o Porto de Varzim e outras possessões limítrofes. Os senhores de Varzim obtiveram poder significativo. Quando Portugal era já um reino estável, Sancho I de Portugal acreditava que conspiravam contra o rei e decide atacar o feudo. Conquistou o porto, destruiu a maioria das propriedades e expulsou os agricultores. A parte norte tornou-se conhecida como Varzim dos Cavaleiros e pertencia aos Cavaleiros Hospitalários, que herdaram a riqueza dos senhores locais. A parte sul de Varzim, terra do rei, era a localização do porto e campos agrícolas limítrofes.
De acordo com uma crónica de 1258, enquanto o rei D. Sancho II disputava o trono com o seu irmão D. Afonso, que foi convidado pelos cavaleiros para tomar o trono português, Gavião de Varzim usou a oportunidade para destruir as possessões do rei em Varzim. O cronista refere que o cavaleiro entrou violentamente nas terras do rei, destruiu-as de tal forma, que não se conseguia semear pão, nem carros poderiam atravessar aquele local quando antes o faziam. Sancho II perdeu o trono, Afonso tornou-se rei e ordenou o repovoamento das terras reais em Varzim. O rei apenas conseguiu povoadores para 15 das 20 propriedades agrícolas, pois estes temiam a fúria dos cavaleiros. O cronista do rei escreveu explicitamente que todo o porto era propriedade do rei.
Gomes Lourenço, da Honra de Varzim, era um cavaleiro muito influente e padrinho de D. Dinis. Ele tirou vantagem de relações que tinha com personalidades importantes no reino para assim ver reconhecido o porto como sua honra. D. Gomes tentou convencer D. Dinis, que o pai do rei, D. Afonso III, tirou-lhe de forma injusta. Justificando a atitude com a Honra de Varzim, D. Gomes e seus descendentes vão ao porto e obtêm o tributo dos pescadores.
Em 1308, o rei D. Dinis passou uma carta de foral, doando o reguengo a 54 famílias de Varzim; estes teriam que fundar uma Póvoa nova em redor da Praça, ao lado de Vila Velha, controlada pelos cavaleiros. Em 1312, D. Dinis doou a Póvoa ao seu filho bastardo Afonso Sanches, senhor de Albuquerque, e este incluiu-a no património do Mosteiro de Santa Clara, que acabara de fundar em Vila do Conde. Em 1367, o rei D. Fernando I confirmou os forais, privilégios e usos da Póvoa de Varzim. Estes foram novamente confirmados por D. João I em 1387.
O domínio da abadessa do mosteiro tornou-se cada vez mais forte sobre a Póvoa de Varzim, através de aumento de impostos e ingerência na eleição do Juiz da Câmara Municipal, aumentando o descontentamento da câmara, o que levou o povo a pedir ao rei D. Manuel I que terminasse com a situação. Em 1514, D. Manuel concedeu um novo foral à Póvoa de Varzim. Por pedido do rei, o mosteiro foi reformado através de bula papal em 1515. A abadessa Joana de Meneses resistiu, tendo sido obrigada a mudar de convento. Ganhou pelourinho, autonomia significativa e envolveu-se nos descobrimentos portugueses.

### Construtores navais, navegadores e pescadores

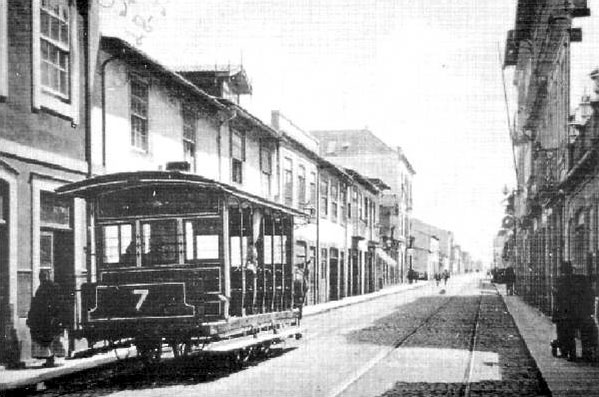
"Americano", por volta de 1880.

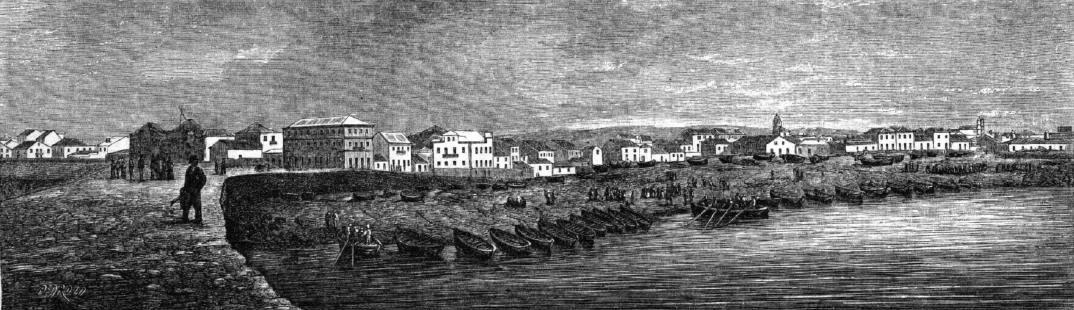
Vista do centro da Póvoa de Varzim em Meados do século XIX.

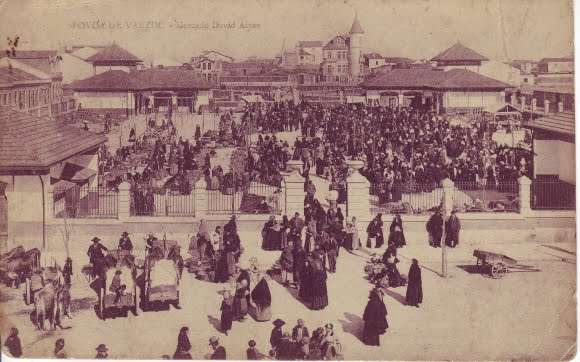
A Praça Marquês de Pombal em 1909. O mercado da Póvoa surgiu na Idade Média na Praça Velha e passou pela Praça do Almada.

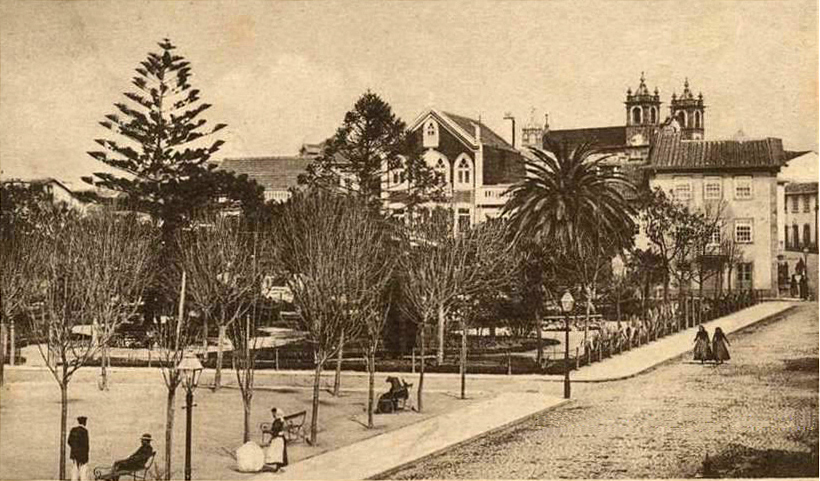
Jardins da Praça do Almada em 1919. A praça é o centro cívico criado em 1791.

No século XVI os pescadores começaram a trabalhar em atividades marítimas, como pilotos ou mareantes, na tripulação das naus portuguesas, devido aos seus altos conhecimentos náuticos. Os pescadores da região pescam na Terra Nova desde, pelo menos, 1506. Durante o reinado de D. João III a arte de construção naval poveira era já famosa, e os carpinteiros poveiros eram procurados pelos estaleiros da Ribeira das Naus em Lisboa devido aos seus altos conhecimentos técnicos. A paisagem urbana era dominada por casas térreas, mas existem indicações de habitações com vários pisos e de arquitectura rica. A classe abastada dos mercadores está associada a este rico casario em volta da Praça Velha. As rotas dos mercadores poveiros incluíam as Índias Ocidentais, São Tomé, Angola, Brasil, Índia, Peru, Flandres e Sevilha.
No século XVII, a indústria naval teve um incremento significativo na Ribeira, estaleiros navais junto ao Castelo da Póvoa na enseada, e um terço da população tinha alguma relação com esta atividade, construir navios para a navegação mercante. Durante este período existe uma expansão urbana significativa: o centro cívico da Praça com a Câmara Municipal e a Capela de Madre Deus, a área da Vila Velha com a igreja matriz e o bairro dos pescadores da Junqueira, com o desenvolvimento do negócio de salga de peixe, estava a começar a se afirmar como um novo centro urbano.
No início do século XVIII, há um declínio no funcionamento dos estaleiros da Ribeira, devido ao assoreamento da costa portuguesa e os estaleiros poveiros começaram a se dedicar à construção de barcos de pesca. Há um aumento significativo da comunidade piscatório em meados do século, tornando-se a principal atividade, e durante o reinado de D. José I com o país no meio de uma crise económica, a Póvoa começou um desenvolvimento acelerado. A Academia Real das Ciências verificou a notoriedade expressiva da comunidade na costa minhota e considerou que os poveiros eram os pescadores mais hábeis desde o Cabo de São Vicente a Caminha, com um número considerável de pescadores, navios e pesca de alto-mar. O resultado era captura de peixe bastante significativa.
A comunidade floresceu, levando a que seja feita uma provisão régia de 1791 por D. Maria I, encarregando o Corregedor Francisco de Almada e Mendonça de reestruturar a urbanização da urbe, criou um novo centro cívico com uma câmara municipal monumental, ruas e infraestruturas foram criadas, ajudando ao desenvolvimento de um novo negócio, os banhos de mar.

### Os banhos da Póvoa e a cidade moderna

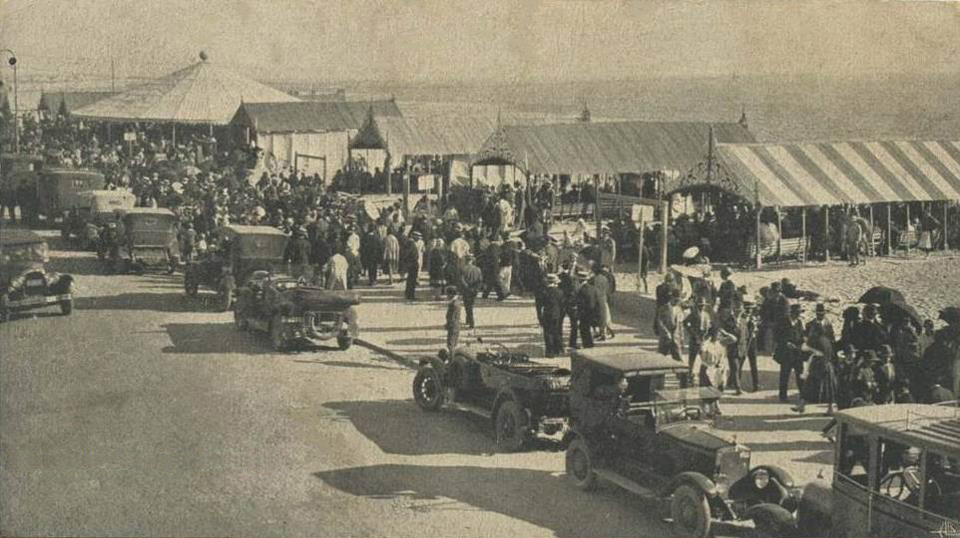
Avenida dos Banhos em 1921.

As águas ricas em iodo levam que, a partir de 1725, monges beneditinos percorram distâncias para tomar os "banhos da Póboa", em busca do iodo, considerado vigorante, e curas para problemas de pele e ossos através de banhos de mar e sol. A partir do século XIX, a afluência intensificou-se sobretudo entre as classes abastadas do Entre-Douro-e-Minho, levando a tomar feição cosmopolita e ao desenvolvimento do lazer. Surgem vários hotéis, teatros e salas de jogo. Tornava-se então no mais popular destino de férias do Norte de Portugal, o que leva a que investidores privados criem ligações ferroviárias com o Porto em 1875 e com o Baixo Minho em 1878.
A 27 de Fevereiro de 1892, um naufrágio ao largo da praia, devido a um temporal, teve um forte impacto na comunidade. Naufragaram sete lanchas poveiras levando consigo 105 pescadores.
Na época, a Póvoa de Varzim já era maior que uma boa parte das cidades portuguesas, evidenciava-se como o terceiro núcleo urbano do Entre-Douro-e-Minho, depois de Porto e Braga. Apesar disso, a elite local era contra o estatuto de cidade. No entanto, o grande desenvolvimento entre os anos 1930 e 60, levam à atribuição do estatuto de cidade em 1973, através do decreto 310/73.

## Geografia

### Freguesias
- Aguçadoura e Navais
- Aver-o-Mar, Amorim e Terroso
- Balazar
- Estela
- Laúndos
- Póvoa de Varzim, Beiriz e Argivai
- São Pedro de Rates

Mapa com as sete freguesias do município da Póvoa de Varzim.

Ocupando uma área de 82,21 Km², o Município da Póvoa de Varzim localiza-se entre os rios Cávado e Ave, ou, de uma forma mais abrangente, a meio caminho entre os rios Minho e Douro, na costa norte de Portugal — a Costa Verde. O município acha-se limitado a Norte pelo município de Esposende, a Nordeste por Barcelos, a Leste pelo de Vila Nova de Famalicão e a Sul por Vila do Conde. A poente, tem costa no oceano Atlântico.
Vagueando pela costa destaca-se o cabo de Santo André que é, possivelmente, o Promontório Avarus referido por Ptolomeu, geógrafo da Grécia Antiga, no território dos Callaici. As arribas rochosas, comuns desde a foz do Rio Minho, desaparecem na Póvoa de Varzim dando lugar a uma planície litoral e enseadas. A planície é originada a partir de uma antiga plataforma marítima que confere um solo arenoso à terra litoral varzinense, formando-se dunas, principalmente no Norte de Aguçadoura.

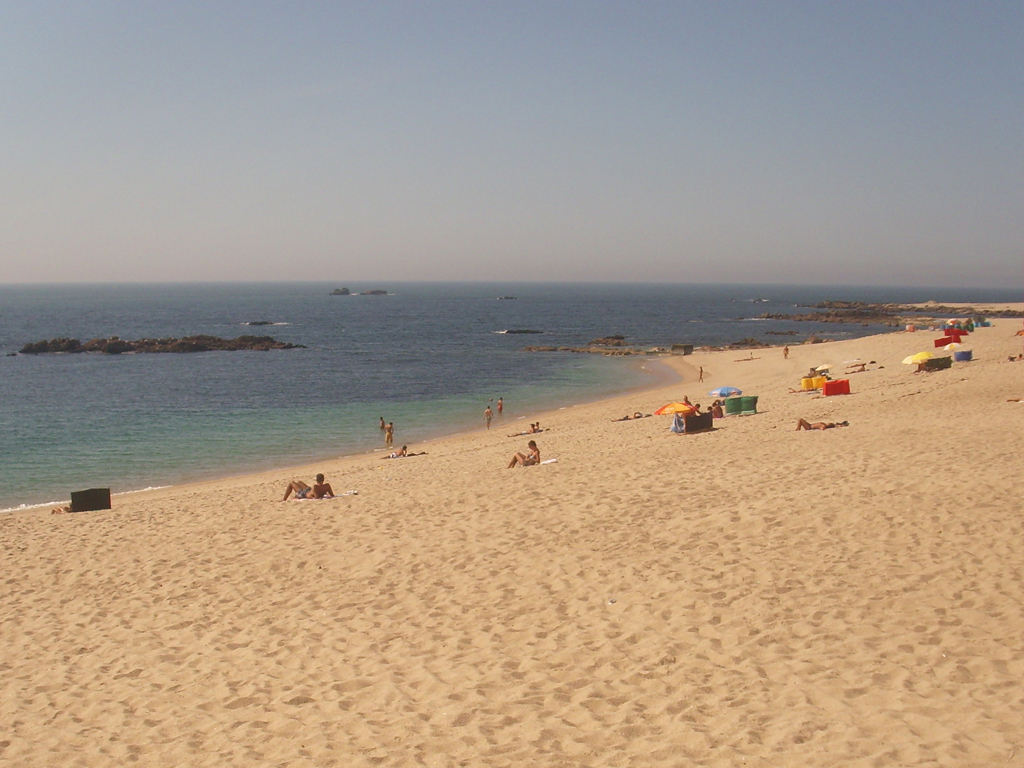
A Enseada da Lagoa.

Na paisagem sobressaem o monte de São Félix (202 metros) e o monte da Cividade (155 m).  Apesar da pouca elevação, a predominância da planície faz com que estas elevações sejam pontos de referência evidentes no horizonte. A cadeia montanhosa chamada serra de Rates divide o concelho em duas áreas distintas: a planície litoral dá lugar aos montes, onde as florestas tornam-se mais abundantes e o solo tem menor influência marinha. Nesta paisagem dominada pela planície e colinas de pouca altitude e de declives bastante suaves, apenas a encosta da Corga da Soalheira (150 m), na faixa interior, adquire alguma relevância.
Na região mais interior do concelho, surge a vila de Balazar que, devido às virtudes heróicas e fama de santidade da sua conterrânea Alexandrina Maria da Costa, beatificada em 2004 pelo Papa João Paulo II, tornou-se num centro mundial de peregrinação cristã.
A hidrografia do município é muito pouco expressiva em termos de grandes caudais, mas compreende numerosos pequenos cursos de água devido ao relevo da planície litoral. Alguns destes cursos de água são permanentes, sendo o rio Este, um afluente do rio Ave, o maior. O rio do Esteiro nasce na base do monte da Cividade e desagua na praia de Aver-o-Mar e o rio Alto nasce no sopé do Monte de São Félix e atinge o Atlântico na praia do Rio Alto. A terra é bem irrigada, sendo muito comum o aparecimento de fontes e poços, dado que, muitas vezes, o lençol freático está próximo à superfície.

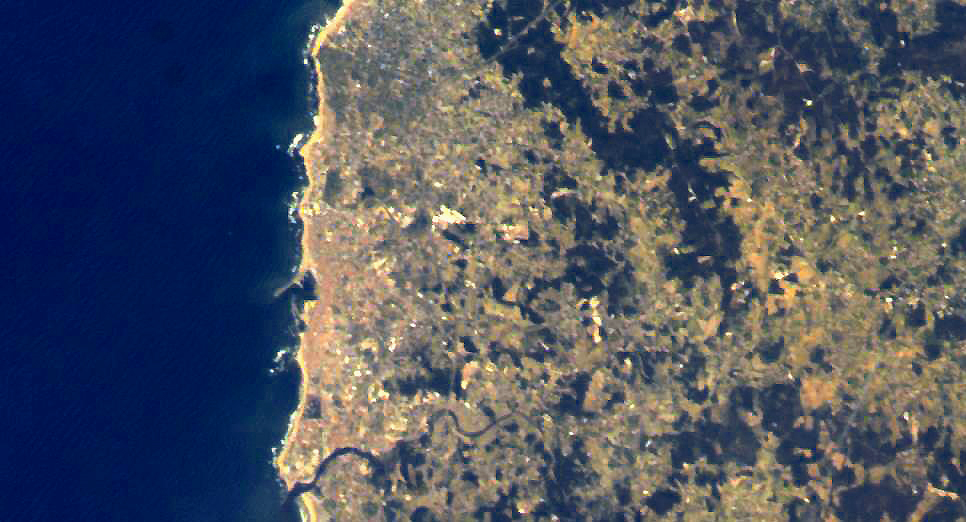
Imagem de satélite entre o Cabo de Santo André e o Rio Ave.

As manchas florestais sofrem de uma forte pressão demográfica e da agricultura intensiva. A cobertura florestal é ainda relevante nas áreas que abraçam a Serra de Rates, cuja flora se distingue pelas carvalheiras, azevinho e carquejeiras. No século XVIII, os monges de Tibães procederam ao plantio de pinhais, que caracterizam a freguesia da Estela. No passado predominava a floresta atlântica, com árvores de médio e grande porte, tais como carvalhos, freixos, aveleiras, medronheiros, azinheiras e amieiros. Os penedos ao longo de toda a costa, que dividem os extensos areais, são verdadeiros viveiros de moluscos, peixes e algas. Os penedos e as dunas são ecossistemas que possuem uma riqueza ecológica importante, mas ameaçados por veraneantes, desportos nas dunas e construções costeiras.

### Clima
O clima poveiro é classificado como mediterrânico (Csb pela classificação climática de Köppen) suavizado pelas brisas oceânicas, com verões amenos e invernos suaves. As temperaturas médias oscilam entre os 12,5 e os 15 graus. A cidade possuiu um microclima e é considerada a região menos sujeita a geadas em todo o Norte de Portugal, com quedas de neve extremamente raras, devido aos ventos de Inverno que, normalmente, sopram de Sul e Sudoeste.
As chuvas concentram-se principalmente no Inverno e o município apresenta três regiões distintas no que toca à precipitação. Na planície litoral, o núcleo urbano é a zona mais seca onde precipitação varia entre os 1000 e 1200 mm anuais; o norte do município, em volta do cabo de Santo André, e a área ao redor da cidade varia entre os 1200 e os 1400. A região interior da Serra de Rates e Monte de São Félix, a mais chuvosa, recebe entre 1400 a 1600 mm anuais.
Ventos do Norte levantam-se, normalmente, no Verão depois do meio-dia e são designados de Nortadas. Esporadicamente, durante o verão seco, uma massa de ar quente e húmido, trazida pelos ventos marítimos do Sul e Oeste, criam o nevoeiro característico da cidade, que cobre apenas a costa, dissipando-se normalmente com o sol da tarde.

## Morfologia urbana

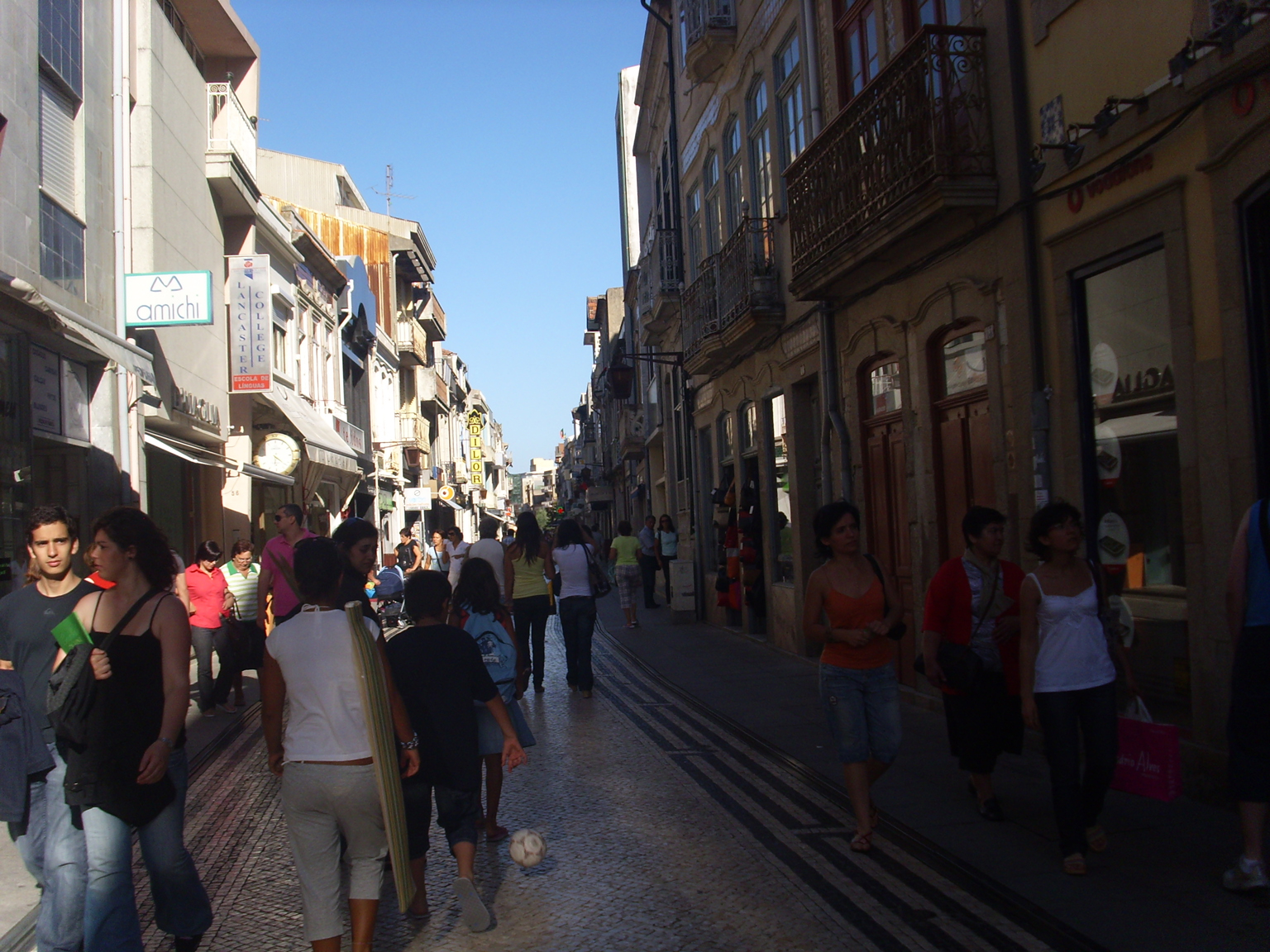
A Junqueira é uma rua de comércio tradicional no centro da cidade.

Localizada na planície litoral e aprisionada entre o mar e os montes de São Félix e da Cividade, a cidade da Póvoa de Varzim é constituída por onze Partes, que são áreas significativas da cidade com diferenciação popular e topológica. Estes bairros são, por sua vez, parte de duas estruturas administrativas formais conhecidas como freguesias: U.F. Póvoa de Varzim, Beiriz e Argivai e U.F. Aver-o-Mar, Amorim e Terroso. Pelo sul, existe uma continuidade urbana com Vila do Conde, para onde a cidade cresceu no passado.

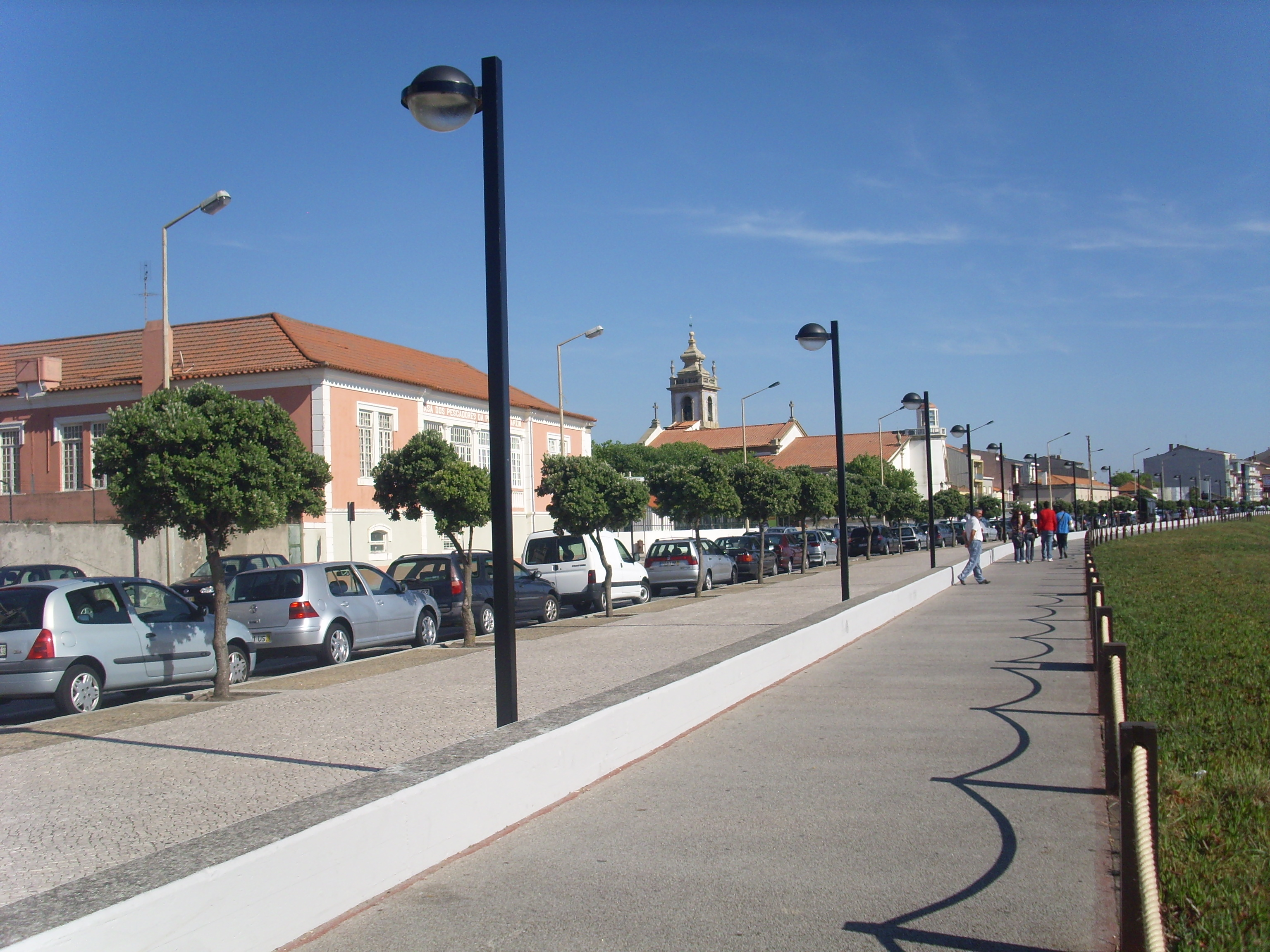
No Bairro Sul, a Casa dos Pescadores (1926) e Igreja da Lapa (1772) coroam a Enseada da Póvoa.

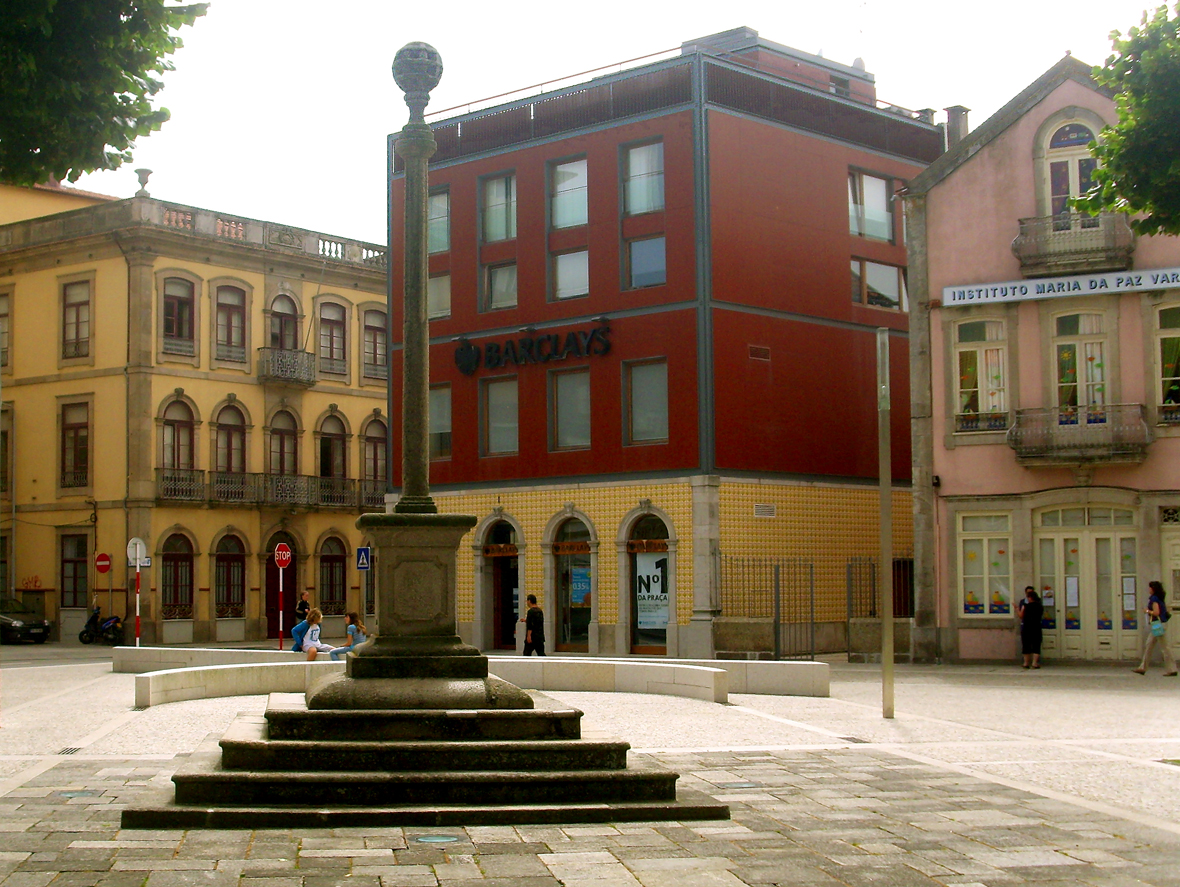
O Pelourinho na Praça do Almada.

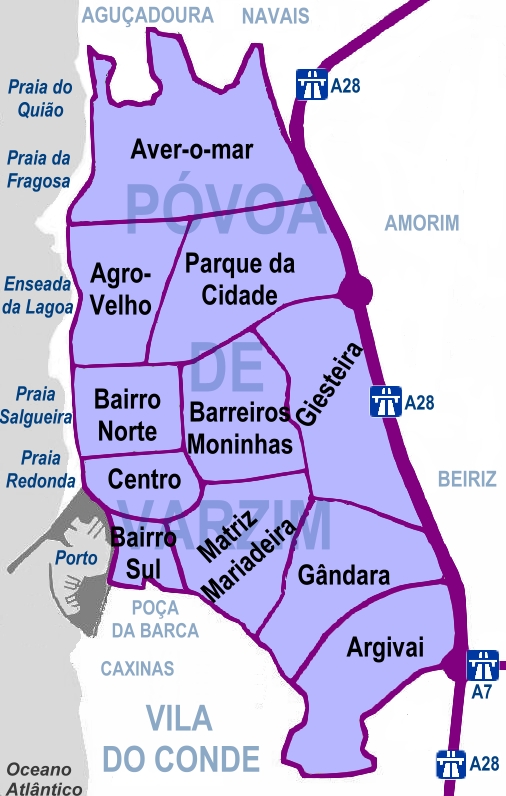
A cidade assenta numa área total de 12,8 km² e está dividida em onze partes.

A cidade desenvolveu-se do interior para o litoral a partir do núcleo do Bairro da Matriz, onde ainda restam as ruelas estreitas e tortuosas da Póvoa primitiva do século XIV. Ainda hoje de carácter unifamiliar, encontram-se no bairro construções antigas tais como a casa seiscentista em frente à Igreja Matriz, os quatrocentistas Paços do Concelho, o Solar dos Carneiros (século XVII) e as casas oitocentistas do Capitão Leite Ferreira, dos Limas e de Coentrão. A população de pescadores foi concentrada junto à costa sul, em volta da Enseada da Póvoa, e já no século XVIII o Bairro Sul, sector piscatório com ruas estreitas paralelas à costa, encontrava-se razoavelmente desenvolvido.
O Centro, antigo bairro burguês, é dominado pelo sector dos serviços e pelas movimentadas ruas de comércio tradicional da Junqueira e Avenida Mouzinho de Albuquerque. Nesta última concentram-se vários serviços, enquanto que a Praça do Almada, o coração da urbe, é ladeada pelo edifício da Câmara Municipal, departamentos municipais, bancos e outros serviços. No meio da praça, no antigo jardim público encontra-se, a poente, o Pelourinho manuelino, erigido em 1514, é monumento nacional e representa a emancipação municipal da Póvoa de Varzim. Outras praças destacáveis são o ancestral Largo das Dores e a Praça do Marquês de Pombal, onde funciona o mercado público.
Na costa norte, encontra-se o Bairro Norte, o sector balnear, e tal como o Bairro Sul caracteriza-se pelas ruas paralelas à costa, mas devido ao seu carácter tornou-se bastante urbanizado. Contíguo a esta área encontra-se o Agro-Velho, também conhecido como Nova Póvoa, a zona da cidade que possui os edifícios mais altos, sendo o maior o Edifício Nova Póvoa, construído entre 1974 e 1982, possui 30 pisos e cerca de 90 metros de altura. Apesar de atualmente não ser o mais alto é o edifício habitacional com mais andares de Portugal.
Muito próximo encontram-se Barreiros e Parque da Cidade, partes da cidade de planeamento mais recente.
No interior da cidade, a Giesteira, de feição rural, originou-se a partir da antiga aldeia da Giesteira que com Argivai constituía outrora o núcleo principal do povoamento antes do século XIV, cujos lavradores e pescadores participaram na instalação da "póvoa" no litoral. Argivai é dividida ao meio pelo Aqueduto de Santa Clara, um notável aqueduto românico, monumento nacional, que foi construído entre 1626 e 1714. Ainda no interior, notam-se os antigos núcleos residenciais da Mariadeira, Regufe, Penalves, Coelheiro e Gândara, com diversas tipologias e pequenas centralidades. O Bairro de Regufe tem como símbolo o Farol de Regufe, exemplar da arte do ferro do século XIX. Aver-o-mar é a zona urbana costeira que fica mais a norte e também de natureza residencial, com o destaque para o Quião, também conhecido como Santo André, que possuiu carácter piscatório, cujas habitações cresceram de forma espontânea.
Dos vários edifícios religiosos sobressaem as igrejas setecentistas em estilo barroco: a Igreja Matriz, a Igreja de Nossa Senhora das Dores, com seis capelas anexas, e a piscatória Igreja da Lapa com o seu curioso farolim. Por outro lado, a Igreja da Misericórdia e a Basílica Coração de Jesus demonstram o gosto pelo neoclássico em épocas mais recentes.

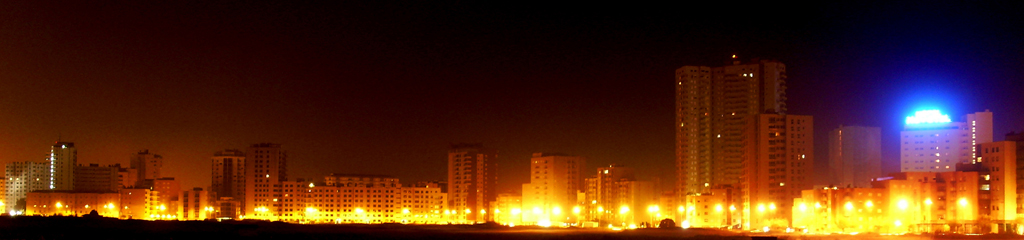
Panorama nocturno do norte da cidade.

### Praias e parques

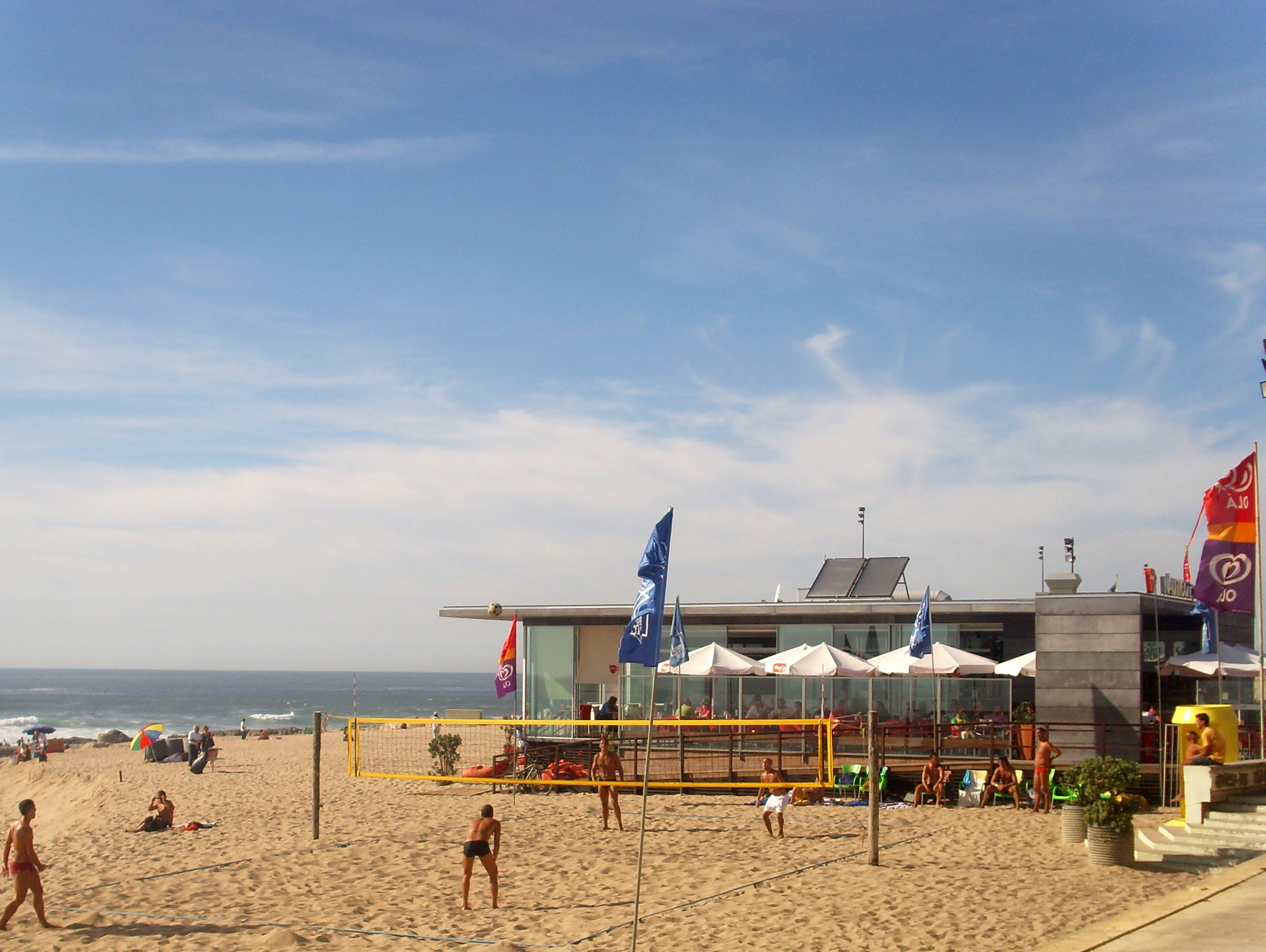
Populares jogando voleibol na Praia Verde fora da época balnear.

A Póvoa de Varzim possui 12 km ininterruptos de praias de areia dourada, formando enseadas divididas por rochedos, afamadas por serem águas ricas em iodo. A maioria das praias da cidade são orientadas para a família tais como a Redonda, Salgueira e Lagoa e durante o período estival podem receber multidões, enquanto que aquelas mais afastadas do coração da cidade, como Santo André. A Salgueira e a Aguçadoura são praias de surf, enquanto que a Verde e a do Quião são praias de encontros. Localizada perto do parque de campismo do Rio Alto, a praia do Rio Alto é frequentemente escolhida por naturistas dado o acesso difícil e a privacidade oferecida pelas dunas de areia.

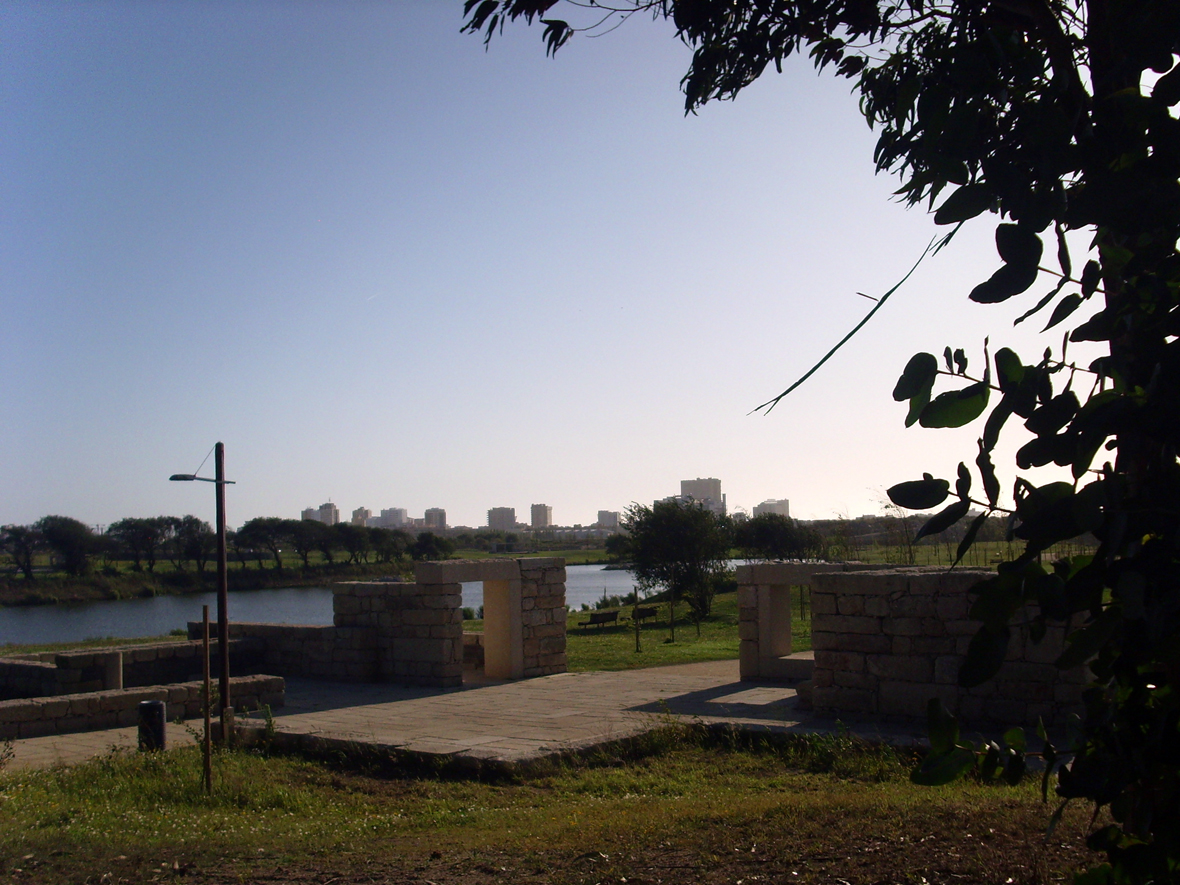
Parque da Cidade.

O Parque da Cidade, desenhado por Sidónio Pardal, é um parque urbano com quase 90 hectares, presentemente apenas a parte nascente com trinta hectares está apta a receber visitantes. Apesar de parecer natural, o parque contempla montes, ilhas e lagos moldados pelo homem e estende-se desde a auto-estrada A28 até à lagoa da Pedreira.
O Monte de São Félix, com vistas panorâmicas sobre a cidade e e o verde rural circundante, é um monte religioso com 15 igrejas que representam a Via Crúcis e um escadório ajardinado pela encosta do monte. Possui tradicionais moinhos, alguns convertidos em residências turísticas, um santuário a São Félix, uma estalagem e o monumento ao emigrante.
Tirando partido da área florestal do Parque Ambiental de Rates, o Rates Park é um campo-aventura onde se praticam desportos lúdico-desportivos, arvorismo e passeios a pé, a cavalo, BTT e todo-o-terreno em espaço natural. Severamente danificado pela construção de auto-estradas, o bosque do Anjo deverá futuramente possuir uma área "verde urbana" de acesso com 5,2 hectares.

### Área rural e suburbana

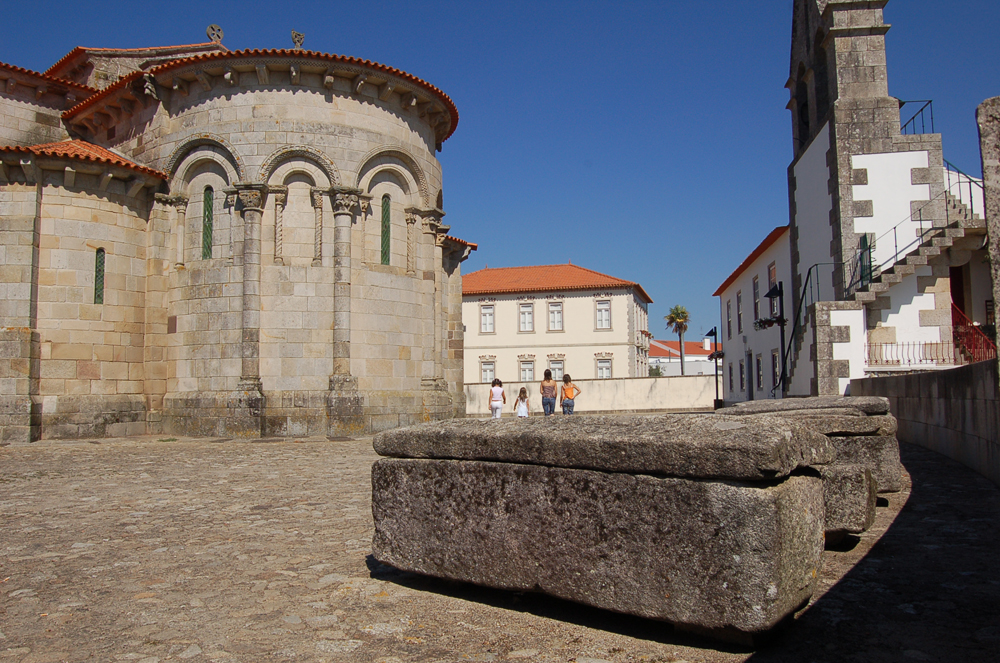
A Igreja de Rates é um dos mais importantes monumentos românicos medievais em Portugal.

O anel verde da Póvoa de Varzim é composto pelas freguesias de Balazar, Estela, Laundos, Rates e pelas antigas freguesias Aguçadoura, Amorim, Beiriz, Navais e Terroso . Nestas freguesias, para além das povoações principais, existem pequenas aldeias, nomeadamente: Além, Fontainhas, Gandra, Gestrins, Gresufes, Passô, Sejães e Teso.
A área rural da Póvoa de Varzim, terra envolta em lendas e história ancestral, é onde se localizam os montes da Póvoa, o Cividade e o São Félix, em Terroso e Laundos, respectivamente. No primeiro monte, localiza-se a tri-milenar Cividade de Terroso, uma das principais urbes da cultura castreja, e no segundo viveria São Félix na Idade Média. Outrora, a população atribuíção lendas, virtudes mágicas e efeitos terrapêuticos a variadas fontes. Fontes terapêuticas relacionadas com São Pedro de Rates localizam-se nas freguesias de Rates e Balazar. Em Navais, a Fonte da Moura Encantada estava associada a Moura - uma divindade pagã feminina da água, guardiã de tesouros encantados.

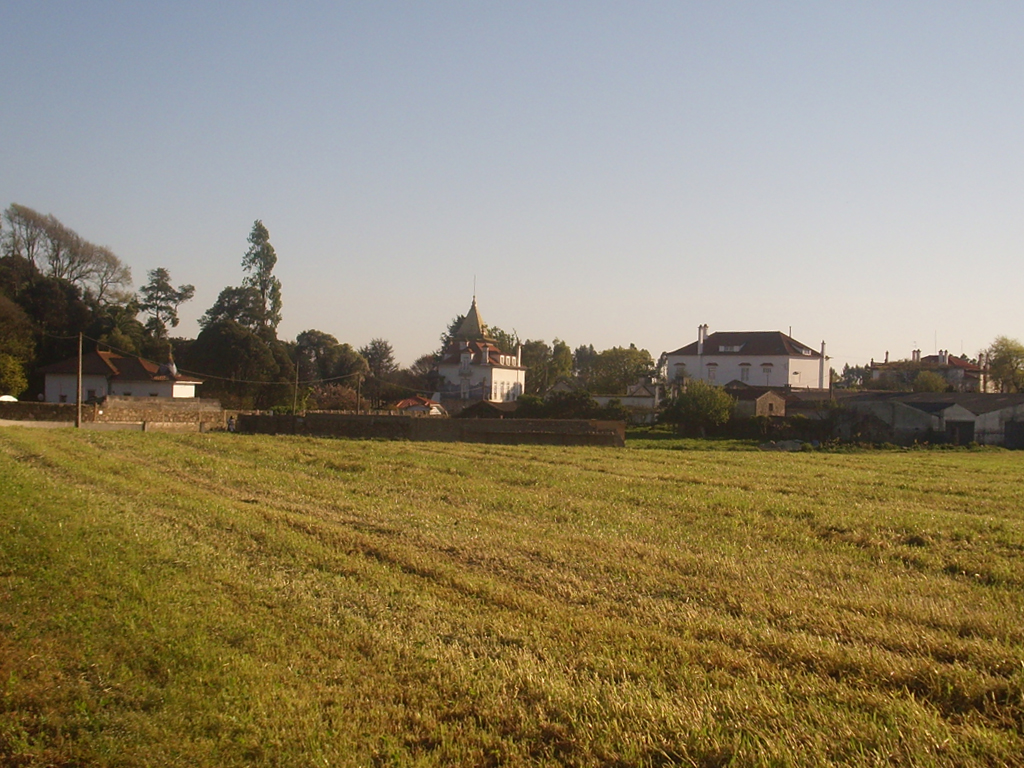
Calves é um lugar pitoresco de quintas românticas junto à cidade.

Rates é uma pequena vila histórica que se desenvolveu em volta de um mosteiro fundado em 1100 por Henrique de Borgonha, conde de Portucale, por cima de um templo mais antigo, com evidências estruturais da época da romanização; ganhou importância devido à lenda de São Pedro de Rates, primeiro bispo de Braga, tornando-se num local central no Caminho Português de Santiago de Compostela. O milenar mosteiro, conhecido como Igreja de São Pedro de Rates, é um dos principais monumentos românicos em Portugal e encontra-se classificado como monumento nacional.
Próxima de Rates, a freguesia de Balazar ganhou importância religiosa no século XX ao se tornar lugar de peregrinação devido a Alexandrina, falecida em 1955, a qual ganhou fama de santa, beatificada pelo Papa João Paulo II.
As freguesias de Beiriz, Amorim e Aguçadoura são áreas de transição entre o ambiente urbano e rural dado serem contíguas à cidade. Beiriz é célebre pelos tapetes de Beiriz e Amorim pela broa típica comida quente — a Broa de Amorim. Aguçadoura localiza-se nas terras arenosas do norte do município, a par das freguesias da Estela e Navais. Esta zona do município, dominada por estufas, abastece os mercados metropolitanos de produtos hortícolas.

## População
| Número de habitantes por Grupo Etário | Número de habitantes por Grupo Etário | Número de habitantes por Grupo Etário | Número de habitantes por Grupo Etário | Número de habitantes por Grupo Etário | Número de habitantes por Grupo Etário | Número de habitantes por Grupo Etário | Número de habitantes por Grupo Etário | Número de habitantes por Grupo Etário | Número de habitantes por Grupo Etário | Número de habitantes por Grupo Etário | Número de habitantes por Grupo Etário | Número de habitantes por Grupo Etário |
| ------------------------------------- | ------------------------------------- | ------------------------------------- | ------------------------------------- | ------------------------------------- | ------------------------------------- | ------------------------------------- | ------------------------------------- | ------------------------------------- | ------------------------------------- | ------------------------------------- | ------------------------------------- | ------------------------------------- |
|                                       | 1900                                  | 1911                                  | 1920                                  | 1930                                  | 1940                                  | 1950                                  | 1960                                  | 1970                                  | 1981                                  | 1991                                  | 2001                                  | 2011                                  |
| 0–14 Anos                             | 8 596                                 | 8 915                                 | 8 451                                 | 10 374                                | 11 319                                | 13 697                                | 15 049                                | 15 820                                | 17 139                                | 13 053                                | 12 081                                | 10 417                                |
| 15–24 Anos                            | 4 190                                 | 4 537                                 | 5 028                                 | 5 429                                 | 6 065                                 | 7 094                                 | 7 020                                 | 8 010                                 | 10 622                                | 10 581                                | 10 231                                | 7 656                                 |
| 25–64 Anos                            | 9 869                                 | 9 504                                 | 10 485                                | 11 381                                | 12 330                                | 14 904                                | 15 843                                | 16 130                                | 22 385                                | 26 036                                | 34 031                                | 35 843                                |
| ≥ 65 Anos                             | 1 080                                 | 1 462                                 | 1 434                                 | 1 705                                 | 1 880                                 | 2 160                                 | 2 532                                 | 2 930                                 | 4 102                                 | 5 118                                 | 7 127                                 | 9 492                                 |
| > Id. desconh                         | 8                                     | 90                                    | 25                                    | 62                                    | 99                                    |                                       |                                       |                                       |                                       |                                       |                                       |                                       |

(Obs: De 1900 a 1950 os dados referem-se à população "de facto", ou seja, que estava presente no município à data em que os censos se realizaram. Daí que se registem algumas diferenças relativamente à designada população residente)
Um habitante da Póvoa de Varzim é conhecido por Poveiro. De acordo com o Censo de 2001, existiam 63 470 habitantes nesse ano, sendo que 38 848 (61,2%) dos quais viviam na cidade. O número sobe para 100 000 quando se considera áreas-satélite envolventes, tornando-a na sétima maior área urbana independente em Portugal, dentro de uma aglomeração policêntrica de cerca de três milhões de pessoas.
A área urbana tem uma densidade populacional de 3035 hab./km², enquanto a rural e suburbana têm uma densidade de 355,5 hab./km². As áreas mais afastadas da cidade tendem a ser muito pouco povoadas, tornando-se mais densas quanto mais próximas desta. Durante o Verão a população residente atinge os 200 mil; este movimento sazonal proveniente de cidades vizinhas é motivado pela praia e 29,9% das casas tinham uso sazonal em 2001, o mais alto do Grande Porto. A Póvoa de Varzim é a cidade mais jovem do Grande Porto, com uma taxa de natalidade de 13,665 e de mortalidade de 8,330. Ao contrário de outras zonas peri-urbanas do Grande Porto, não se constituiu como uma cidade satélite, sendo os movimentos pendulares apenas significativos com Vila do Conde, zona de expansão urbana da Póvoa desde o século XVIII.
Durante séculos uma comunidade costeira eminentemente de origem normanda na qual o isolamento étnico era prática corrente, a Póvoa de Varzim de hoje é uma cidade cosmopolita, sendo notória a fixação de populações do Vale do Ave no litoral norte da cidade durante o século XX, a antiga imigração da Galiza, os portugueses de África e onde pessoas de diversas nacionalidades fixaram residência, sendo os ucranianos, brasileiros, chineses, russos e angolanos as comunidades mais significativas.

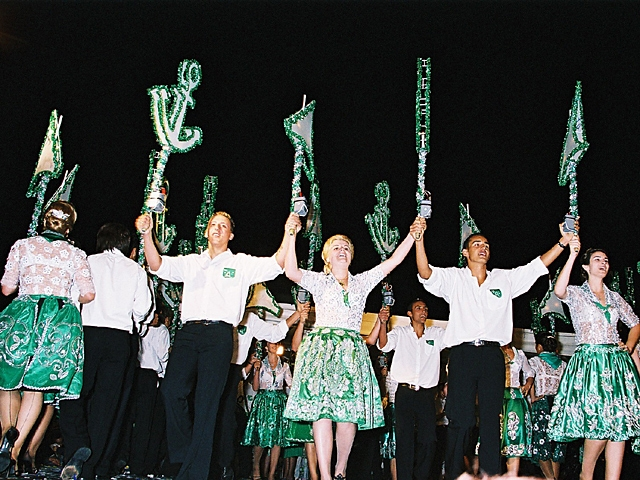
Um grupo heterogéneo de poveiros durante as festas de São Pedro de 2006.

A população de todo o município cresceu apenas 1% entre 1981 e 1991, acelerando para 15,9% entre 1991 e 2001. Neste período, a população urbana cresceu 23%, com o número de famílias a aumentarem bastante, cerca de 44,5%. A qualidade de vida na cidade, tendo sido notada pelo semanário Expresso como o município mais desenvolvido no distrito do Porto e pelo O Primeiro de Janeiro como o "Município do Futuro" desse mesmo distrito, o desenvolvimento de infra-estruturas e os cerca de 30 minutos de distância que separam a cidade do Porto e Braga, tem levado à fixação de novos residentes, provenientes de cidades vizinhas, tais como Guimarães, Famalicão, Porto e Braga e à ascensão do sector imobiliário que poderá duplicar a população residente a médio prazo.
Devido à prática da endogamia e ao sistema de castas, a comunidade piscatória da Póvoa manteve características étnicas próprias. Dados antropológicos e culturais indicam a colonização de pescadores nórdicos durante a fase do repovoamento do litoral. Em As Praias de Portugal de 1876, Ramalho Ortigão relata o pescador poveiro constitui uma "raça" especial no litoral português; inteiramente diferente do tipo mediterrânico de Ovar ou Olhão, o poveiro é do tipo "saxónio": ruivo, de olhos claros e hercúleo. Por outro lado, a população da faixa interior, mais antiga, era agrícola e de carácter galego, português típico do norte, de menor estatura e de tez morena. Numa pesquisa publicada em O poveiro em 1908, o antropólogo Fonseca Cardoso considerou que o poveiro é o resultado de uma mistura de fenícios, teutões, judeus e, principalmente, normandos. No livro The Races of Europe ("As Raças da Europa"), os poveiros nativos eram relatados como sendo ligeiramente mais loiros que o comum, tendo caras largas de origem desconhecida e queixos robustos.
A emigração poveira ocorreu essencialmente durante séculos XIX e XX. De notar que os poveiros tendiam a formar associações próprias nos países de acolhimento, existindo casas de poveiros no Brasil (Rio de Janeiro e São Paulo), Germiston na África do Sul e Toronto no Canadá. No Rio de Janeiro, a comunidade era conhecida por não querer pessoas de outras origens, inclusive portugueses nascidos em outras localidades, dentro da sua comunidade. Em 1920, muitos poveiros emigrados no Brasil, com o apoio de João do Rio, recusaram perder a nacionalidade portuguesa. Isto levam a que muitos regressem e o governador de Angola, ambicionando o desenvolvimento da indústria pesqueira, sugere a criação da colónia poveira em Porto Alexandre. Devido a movimentações nas classes piscatórias, as áreas piscatórias de Vila do Conde, Esposende e Matosinhos sofrem uma forte influência cultural poveira. Metade da população de Vila do Conde e Matosinhos é de ascendência poveira.

## Política

### Eleições autárquicas[63]
| Data | %      | V      | %       | V       | %     | V     | %            | V            | %              | V   | %              | V  | %              | V         | %              | V   | %              | V  | %  | V  | Participação |                |
| Data | CDS-PP | CDS-PP | PPD/PSD | PPD/PSD | PS    | PS    | FEPU/APU/CDU | FEPU/APU/CDU | PSN            | PSN | BE             | BE | PCTP/MRPP      | PCTP/MRPP | PAN            | PAN | CH             | CH | IL | IL | Participação |                |
| ---- | ------ | ------ | ------- | ------- | ----- | ----- | ------------ | ------------ | -------------- | --- | -------------- | -- | -------------- | --------- | -------------- | --- | -------------- | -- | -- | -- | ------------ | -------------- |
| Data | 1976   | 30,43  | 3       | 29,02   | 2     | 26,80 | 2            | 10,02        | -              |     |                |    |                |           |                |     |                |    |    |    |              | 74,15 / 100,00 |
| 1979 | 40,10  | 3      | 24,16   | 2       | 24,01 | 2     | 9,64         | -            | 77,88 / 100,00 |     |                |    |                |           |                |     |                |    |    |    |              |                |
| 1982 | 35,97  | 3      | 28,17   | 2       | 21,58 | 1     | 11,15        | 1            | 74,06 / 100,00 |     |                |    |                |           |                |     |                |    |    |    |              |                |
| 1985 | 54,04  | 4      | 24,19   | 2       | 12,08 | 1     | 6,90         | -            | 69,62 / 100,00 |     |                |    |                |           |                |     |                |    |    |    |              |                |
| 1989 | 26,17  | 2      | 42,60   | 3       | 22,93 | 2     | 5,25         | -            | 66,33 / 100,00 |     |                |    |                |           |                |     |                |    |    |    |              |                |
| 1993 | 34,12  | 3      | 37,14   | 3       | 8,43  | -     | 12,90        | 1            | 4,66           | -   | 67,24 / 100,00 |    |                |           |                |     |                |    |    |    |              |                |
| 1997 | 9,35   | -      | 62,37   | 6       | 17,60 | 1     | 7,69         | -            |                |     | 63,92 / 100,00 |    |                |           |                |     |                |    |    |    |              |                |
| 2001 | 10,43  | 1      | 64,57   | 7       | 17,32 | 1     | 4,65         | -            | 59,19 / 100,00 |     |                |    |                |           |                |     |                |    |    |    |              |                |
| 2005 | 7,36   | -      | 54,21   | 6       | 28,50 | 3     | 3,90         | -            | 2,47           | -   | 59,24 / 100,00 |    |                |           |                |     |                |    |    |    |              |                |
| 2009 | 9,96   | 1      | 46,29   | 5       | 34,20 | 3     | 4,18         | -            | 2,51           | -   | 56,50 / 100,00 |    |                |           |                |     |                |    |    |    |              |                |
| 2013 | 13,64  | 1      | 46,01   | 5       | 26,81 | 3     | 3,57         | -            | 2,27           | -   | 1,17           | -  | 49,11 / 100,00 |           |                |     |                |    |    |    |              |                |
| 2017 | 7,57   | -      | 57,70   | 7       | 19,00 | 2     | 3,14         | -            | 3,93           | -   |                |    | 3,94           | -         | 49,87 / 100,00 |     |                |    |    |    |              |                |
| 2021 | 3,39   | -      | 51,65   | 7       | 21,92 | 2     | 4,18         | -            | 2,85           | -   | 2,36           | -  | 5,51           | -         | 3,47           | -   | 48,10 / 100,00 |    |    |    |              |                |

### Eleições legislativas
| Data | %     | %     | %     | %     | %     | %     | %        | %     | %    | %    | %     | %   | %       | % | %  | %  |  |
| Data | PSD   | PS    | CDS   | PCP   | UDP   | AD    | APU/ CDU | FRS   | PRD  | PSN  | BE    | PAN | PSD CDS | L | IL | CH |  |
| ---- | ----- | ----- | ----- | ----- | ----- | ----- | -------- | ----- | ---- | ---- | ----- | --- | ------- | - | -- | -- |  |
| Data | 1976  | 33,28 | 28,55 | 25,29 | 5,16  | 0,36  |          |       |      |      |       |     |         |   |    |    |  |
| 1979 | AD    | 25,67 | AD    | APU   | 0,93  | 59,24 | 9,46     |       |      |      |       |     |         |   |    |    |  |
| 1980 | AD    | FRS   | AD    | APU   | 0,46  | 61,96 | 8,38     | 23,74 |      |      |       |     |         |   |    |    |  |
| 1983 | 31,40 | 33,03 | 22,19 | APU   | PSR   |       | 9,28     |       |      |      |       |     |         |   |    |    |  |
| 1985 | 38,19 | 18,92 | 17,36 | APU   | 0,63  | 8,14  | 13,14    |       |      |      |       |     |         |   |    |    |  |
| 1987 | 59,06 | 19,80 | 9,17  | CDU   | 0,27  | 5,63  | 2,36     |       |      |      |       |     |         |   |    |    |  |
| 1991 | 60,03 | 24,08 | 8,46  | CDU   |       | 3,25  | 0,29     | 1,06  |      |      |       |     |         |   |    |    |  |
| 1995 | 43,52 | 36,28 | 14,22 | CDU   | 0,09  | 3,56  |          | 0,26  |      |      |       |     |         |   |    |    |  |
| 1999 | 42,33 | 35,99 | 13,27 | CDU   |       | 3,90  | 0,19     | 1,74  |      |      |       |     |         |   |    |    |  |
| 2002 | 49,18 | 29,74 | 13,62 | CDU   | 2,72  |       | 2,26     |       |      |      |       |     |         |   |    |    |  |
| 2005 | 38,54 | 36,88 | 11,30 | CDU   | 3,52  | 5,42  |          |       |      |      |       |     |         |   |    |    |  |
| 2009 | 37,41 | 32,27 | 13,85 | CDU   | 3,84  | 8,20  |          |       |      |      |       |     |         |   |    |    |  |
| 2011 | 48,44 | 22,93 | 13,63 | CDU   | 4,06  | 4,47  | 0,77     |       |      |      |       |     |         |   |    |    |  |
| 2015 | CDS   | 24,41 | PSD   | CDU   | 4,42  | 8,04  | 1,32     | 54,13 | 0,45 |      |       |     |         |   |    |    |  |
| 2019 | 42,37 | 28,16 | 6,01  | CDU   | 3,03  | 8,26  | 2,68     |       | 0,83 | 1,25 | 0,72  |     |         |   |    |    |  |
| 2022 | 42,48 | 32,17 | 2,42  | CDU   | 2,15  | 3,61  | 1,33     | 1,09  | 5,01 | 6,72 |       |     |         |   |    |    |  |
| 2024 | AD    | 21,40 | AD    | CDU   | 38,86 | 1,50  | 3,69     | 1,46  | 2,79 | 5,72 | 18,76 |     |         |   |    |    |  |

## Património
- Capela de Nossa Senhora da Lapa
- Pelourinho da Póvoa de Varzim
- Igreja de Nossa Senhora das Dores
- Conjunto ou espaço urbano designado por Passeio Alegre
- Câmara Municipal da Póvoa de Varzim
- Solar dos Carneiros
- Fortaleza da Póvoa de Varzim
- Igreja Matriz da Póvoa de Varzim
- Igreja de São Pedro de Rates
- Pelourinho de Rates
- Cividade de Terroso

## Cultura e vida contemporânea

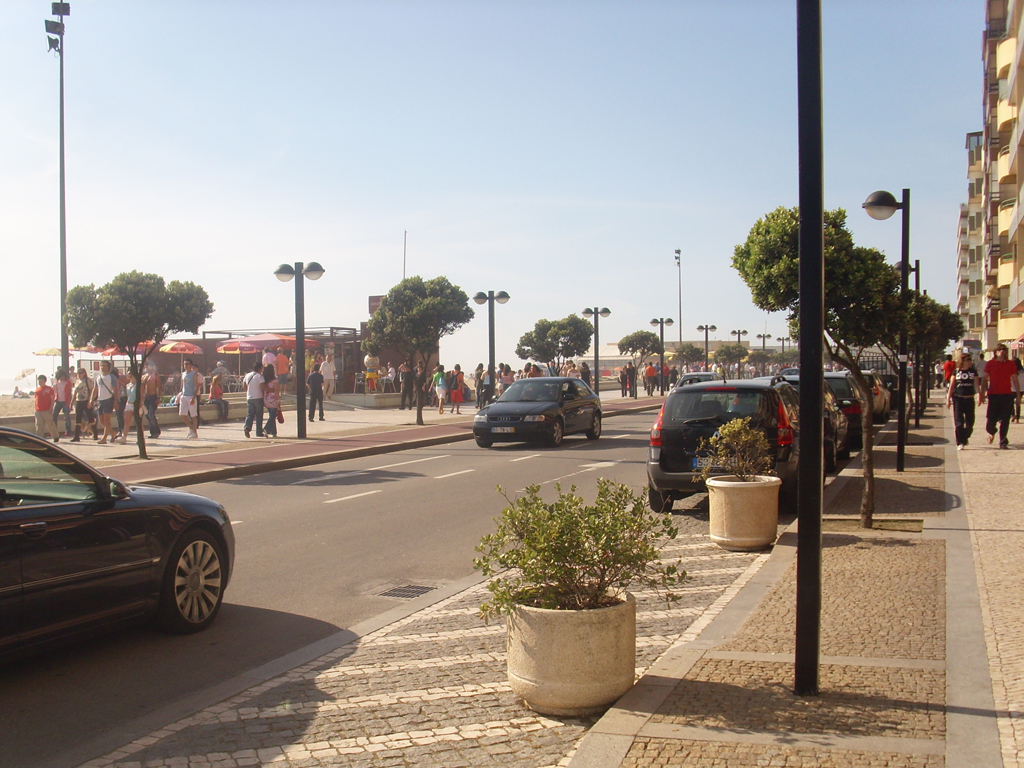
A Avenida dos Banhos percorre as principais praias urbanas.

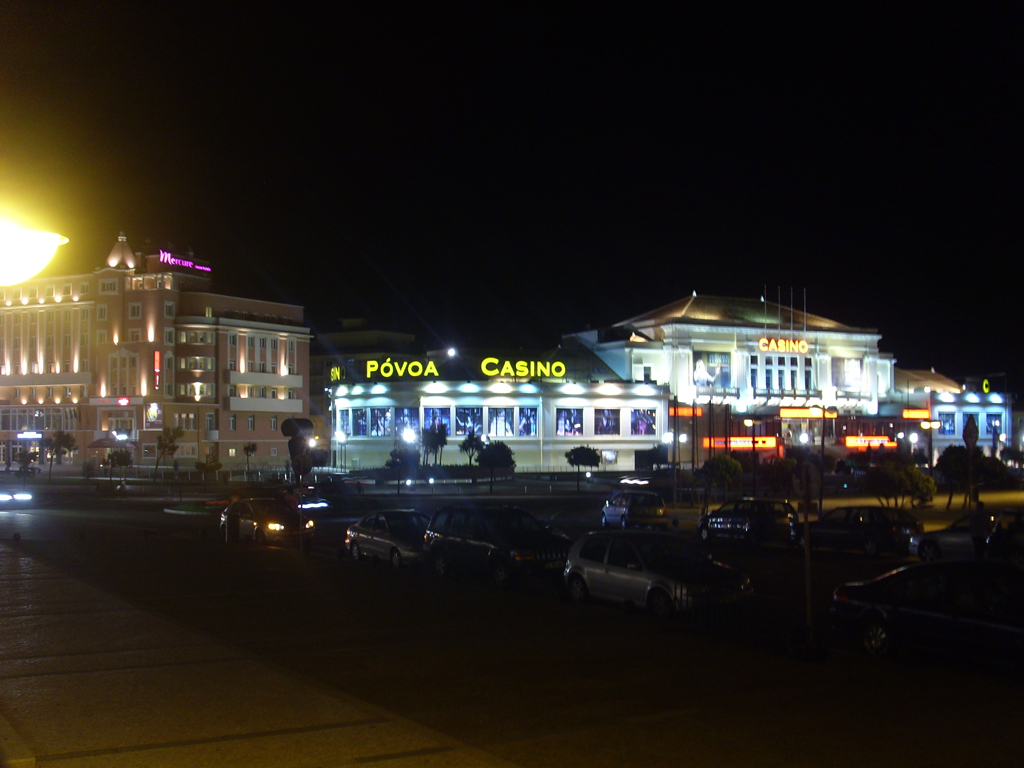
Casino da Póvoa e Grande Hotel no Passeio Alegre.

A Junqueira é a mais movimentada e antiga área comercial do centro da cidade, a rua principal abriu no século XVIII e tornou-se pedonal em 1955. Com cerca de 1 km de ruas pedonalizadas, a Junqueira encontra-se pontilhada por botiques e edifícios que datam da Belle Époque, sendo reconhecida pela joalharia; das quais a Ourivesaria Gomes é uma das mais requintadas e históricas do país.
A orla costeira é uma área de praia e de vida nocturna popular entre visitantes e locais. A Avenida dos Banhos, que corre pela Praia Redonda até à Praia da Salgueira, é uma avenida icónica, com discotecas, bares e esplanadas pelo caminho. o Passeio Alegre é uma praça de praia plena de esplanadas, e a Caetano de Oliveira, para norte, é um pequeno, mas vibrante, largo com vários bares onde os poveiros mais jovens se encontram, antes de irem para as discotecas junto à praia, já de madrugada.
Existe um grande número de celebrações religiosas ou populares. O feriado municipal é no dia 29 de Junho, dia de São Pedro, o santo pescador. Por esta altura, os bairros são ornamentados; e, na noite de 28 para 29 de Junho, a população reúne-se em festa, dançando e comendo à luz das fogueiras. Os bairros tradicionais competem entre si nas "rusgas" e na criação dos tronos de São Pedro. Durante as festividades, a população comporta-se tal como os apoiantes dos clubes de futebol, e por vezes os mais fanáticos se exaltam na defesa do seu bairro de afeição, mas por norma a competição é salutar, formando uma rusga final conjunta representando a cidade. Famílias, que emigraram para os Estados Unidos e outros países, regressam à Póvoa apenas pela exaltação e o sentimento de comunidade presentes nesta festa.
A Segunda-feira depois da Páscoa é tida como o "segundo" feriado municipal. Os poveiros trabalham na Sexta-feira Santa (feriado nacional) para terem a Segunda-feira livre para fazerem um piquenique familiar em conjunto com outras famílias nas bouças — o Dia do Anjo. Empresas sediadas na Póvoa de Varzim seguem esta tradição e estão em funcionamento na Sexta-feira Santa de modo a poderem encerrar na segunda-feira.

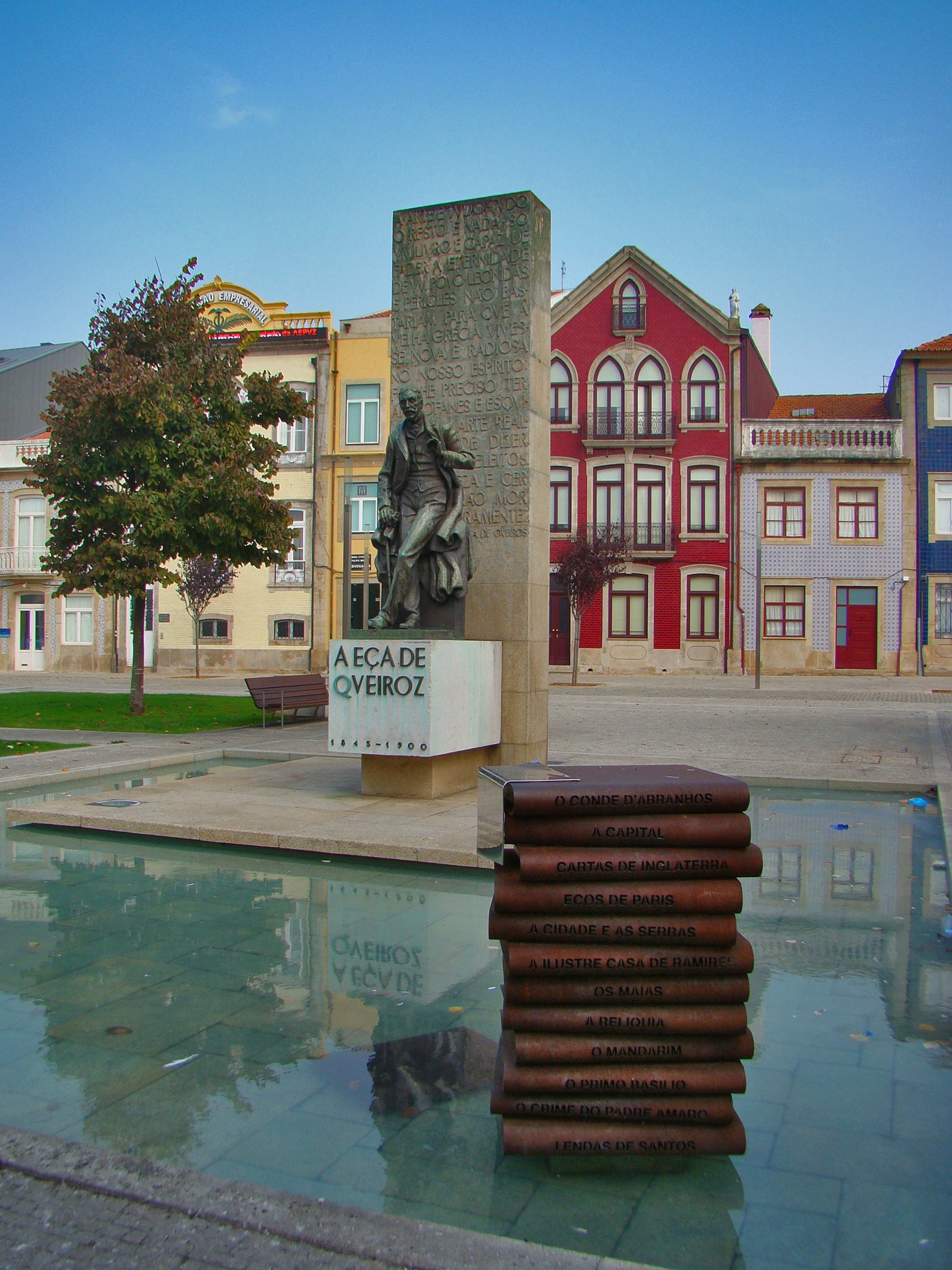
Estátua de Eça de Queiroz na Praça do Almada."Sou um pobre homem da Póvoa de Varzim" é uma das frases autobiográficas mais célebres de Eça.

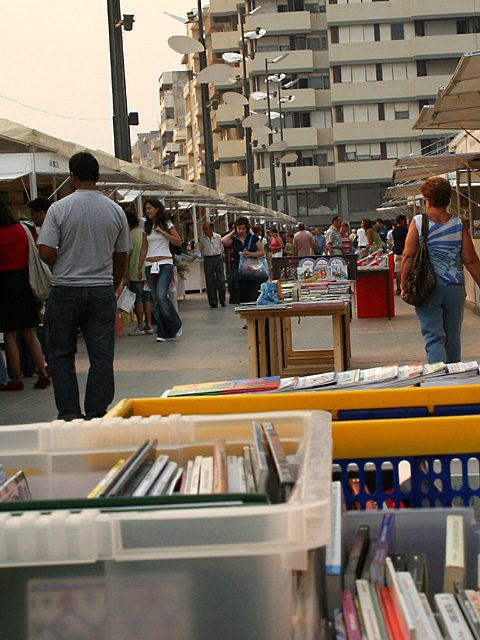
A Feira do Livro da Póvoa de Varzim tem lugar em Agosto.

A Póvoa de Varzim é, normalmente, lembrada por causa de Eça de Queirós, um dos principais escritores em língua portuguesa e destacado romancista europeu que ali nasceu na Praça do Almada em 1845. É também desde o século XIX, ponto de encontro tradicional entre escritores. Camilo Castelo Branco, um dos famosos boémios da Póvoa, escreveu parte da sua obra no antigo Hotel Luso-Brazileiro. O Diana Bar, local tradicional de tertúlias, foi onde José Régio escreveu grande parte da sua obra.
Relacionados com a cidade encontram-se outros nomes da literatura portuguesa como Eça de Queiroz, Almeida Garrett, D. António da Costa, Ramalho Ortigão, João Penha, Oliveira Martins, António Nobre, Antero de Figueiredo, Raul Brandão, Teixeira de Pascoaes, Alexandre Pinheiro Torres ou Agustina Bessa-Luís.
Na época contemporânea, a cidade ganhou projecção literária internacional com as Correntes d'Escritas, um festival literário de escritores de línguas portuguesa e espanhola, que se reúnem para uma variedade de apresentações e na entrega de prémio anual para a melhor obra lançada no último ano. À cidade ligaram-se escritores do mundo, tais como o chileno Luís Sepúlveda ou os africanos Mia Couto e Ondjaki.

### Entretenimento e artes cénicas
O Casino da Póvoa é uma referência no jogo e entretenimento no Norte desde a década de 1930, onde os jogos e espectáculos têm lugar durante todo o ano. Em 2006, era o segundo casino em lucros, com 54 milhões de euros e o terceiro mais popular com 1,2 milhões de clientes. O Restaurante Egoísta do Casino da Póvoa, haute cuisine de inspiração portuguesa, é envolvido por uma galeria de arte, com obras de autores nacionais tais como Graça Morais, Júlio Resende, Nikias Skapinakis ou Rogério Ribeiro. A Filantrópica, criada em 1935, é uma cooperativa de cultura cujas acções culturais vão desde exposições de pintura a cursos de dança.

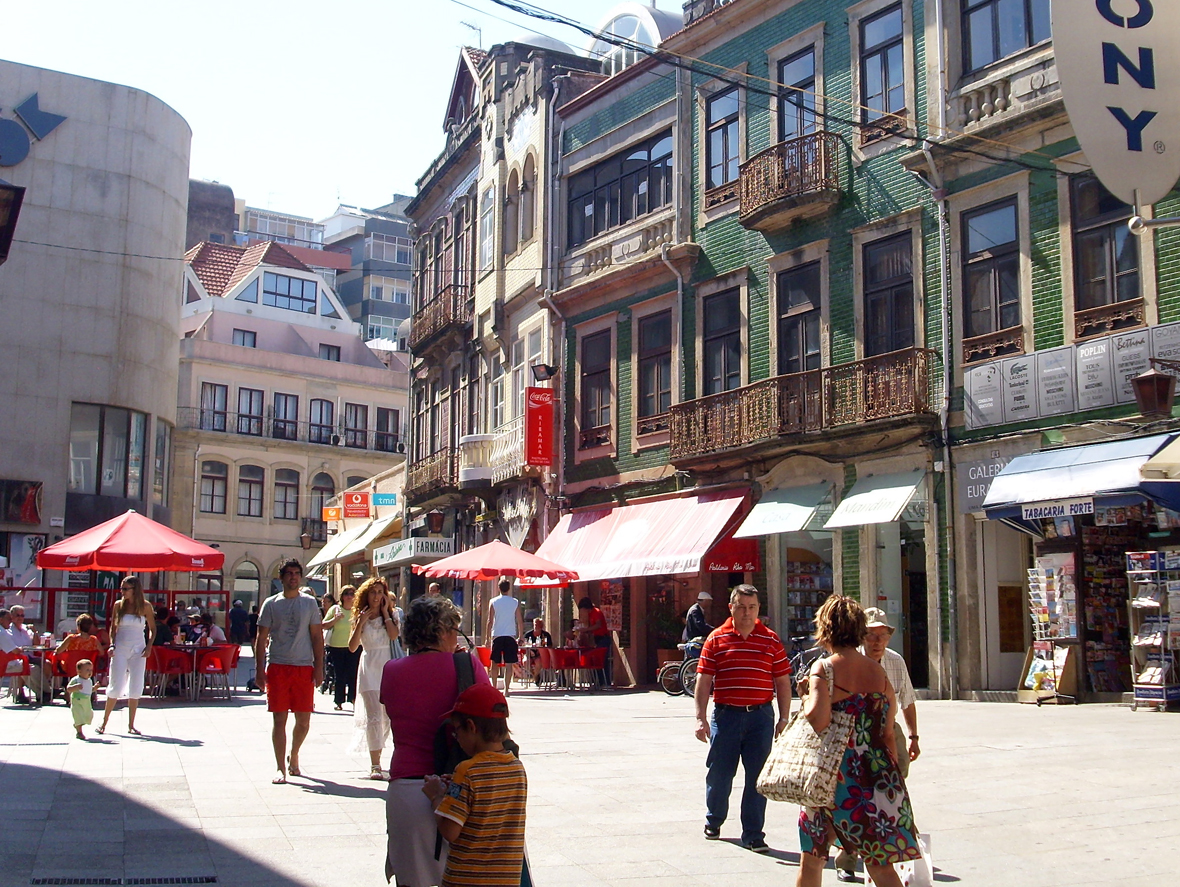
No século XIX, o Largo David Alves foi um centro de cultura, diversão musical, de jogo e tertúlia intelectual.

Em pleno século XIX, a Póvoa de Varzim possuía mais de uma dezena de casinos. O Salão Chinês, o mais carismático, era famoso em todo o país pelas dançarinas e decoração extravagante. Outras salas de jogo reconhecidas eram o Café Suisso, o Café David, o Café Universal e o Luso-Brasileiro. Dos vários hotéis da Póvoa de Varzim, o mais histórico ainda em actividade é o Grande Hotel da Póvoa, um edifício modernista de grande impacto.
A tradição teatral poveira está testemunhada desde 1793 quando operas italianas e comédias portuguesas foram apresentadas num teatro construído no campo das cobras, desenvolveu-se com o Teatro Almeida Garrett (1873), o Teatro Sá da Bandeira (1876) que em 1890 deu lugar ao novo Teatro Garrett, o Teatro Lisbonense, que em 1910 deu lugar ao Salão Teatro, manifesta-se hoje no Auditório Municipal e no antigo Teatro Garrett, denominado pelo município como Cine-Teatro. O Varazim Teatro é uma companhia de teatro local que tem o Espaço d'Mente como sede.
A Escola de Música da Póvoa de Varzim encontra-se instalada no edifício do Auditório Municipal. A Orquestra Sinfónica da Póvoa de Varzim, com concertos regulares no auditório, é a orquestra residente durante o Festival Internacional de Música da Póvoa de Varzim. Evento de música erudita criado em 1978 e que compreende concertos que se distribuem por várias valências do município. A centenária Banda Musical da Póvoa de Varzim, que inclui a Osquestra Ligeira, reside no Auditório Musical. O Palco do Passeio Alegre, junto à praia, é o local privilegiado durante o Verão para concertos e outros eventos ao ar livre.

### Museus
O Museu Municipal de Etnografia e História (1937) é um museu de vocação etnográfica marítima. Dos mais antigos museus etnográficos em Portugal e instalado num solar do século XVII, destaca-se no acervo do museu a mostra "Siglas Poveiras" que mereceu o prémio "European Museum of The Year Award" de 1980. Contudo, possuiu também arte sacra da primitiva igreja matriz e peças arqueológicas como as inscrições romanas de Beiriz.

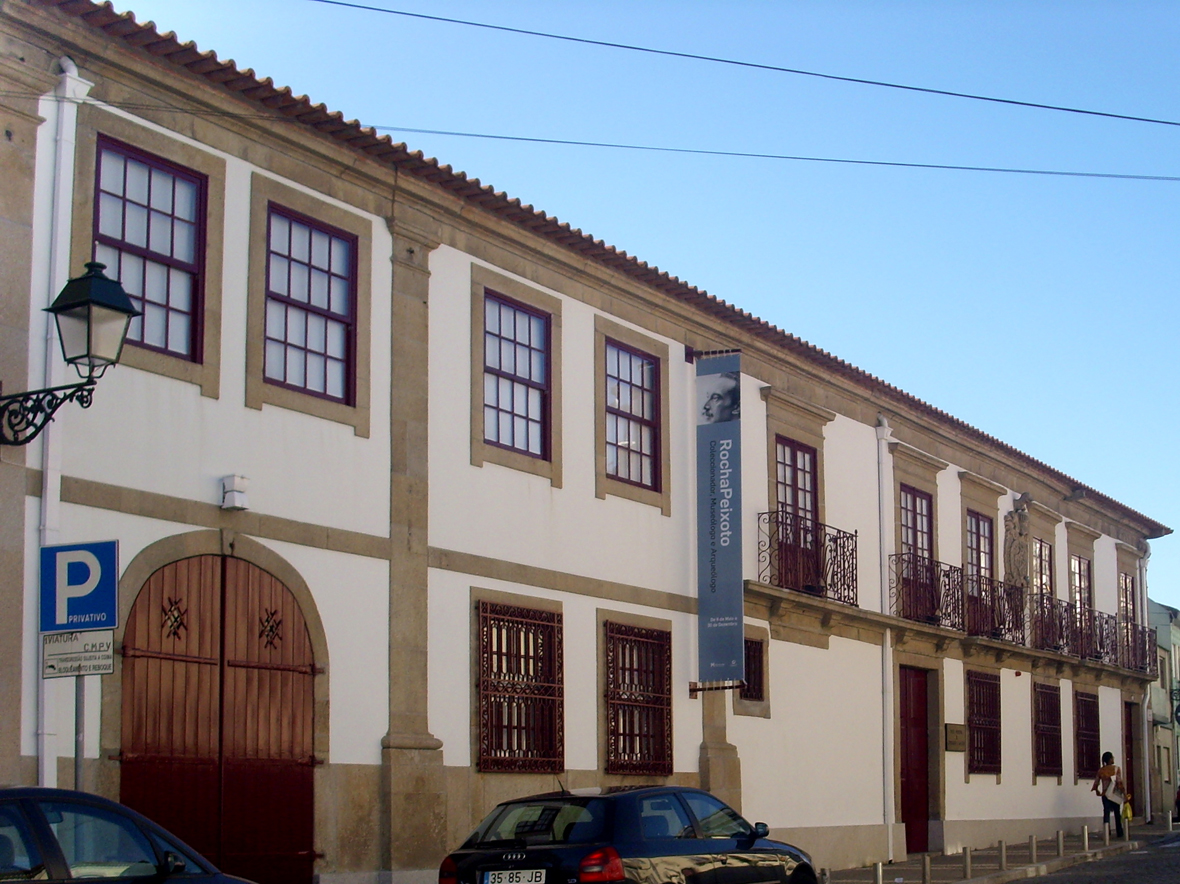
O Museu de Etnografia no antigo Solar dos Carneiros.

Existem pequenos museus temáticos: o Museu da Santa Casa, o Núcleo Museológico da Igreja Românica de São Pedro de Rates que se dedica à divulgação da história, lenda e arte em redor da Igreja Românica de São Pedro de Rates e o Núcleo Arqueológico da Cividade de Terroso, que serve para apresentação da Cividade de Terroso. A Câmara Municipal prevê abrir mais dois pequenos museus temáticos, o Farol de Regufe e a Casa do Pescador, esta última um retrato verdadeiro de como viviam outrora os pescadores locais.
O Ecomuseu de Rates (8 km) é um circuito histórico e rural, com várias estações começando na Praça com a Capela Senhor da Praça, o pelourinho e a antiga casa do concelho de Rates, seguindo por fontes ancestrais, moinhos, casas e caminhos rurais. O Arquivo Municipal foi planeado para todos aqueles que se interessam em traçar a sua árvore genealógica ou pesquisar os arquivos da cidade.

### Etnografia

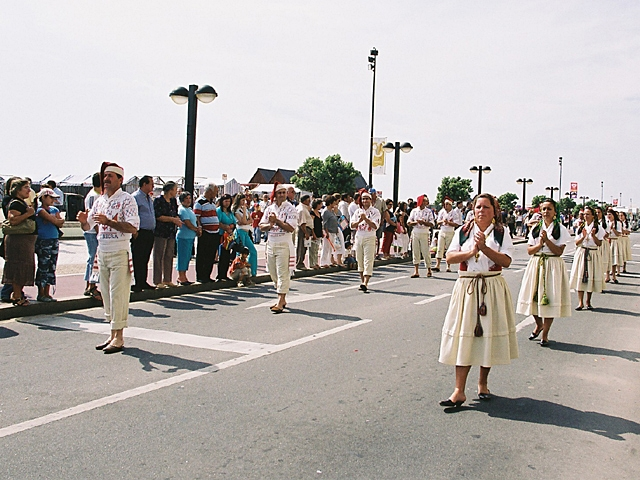
Um desfile na Avenida dos Banhos com trajes tradicionais poveiros.

A Póvoa de Varzim possuiu uma identidade definida dentro da população portuguesa e a sua cultura tem particularidades muito próprias. A expressão local Ala-Arriba! significa "força, para cima!", e era gritada quando se puxava um barco para terra por toda a comunidade, passando a ser vista como o lema da Póvoa de Varzim. Foi Leitão de Barros, com o filme "Ala-Arriba!", cinema do género drama-documental, que popularizou esta comunidade piscatória durante a década de 1940.
O herdeiro da família é o filho mais novo, tal como na antiga Bretanha e Dinamarca, isto porque era esperado que ele tomasse conta de seus pais quando estes se tornassem idosos. Também, e ao contrário do resto do país, é a mulher que governa a família, este matriarcado radica na ausência do homem que estava normalmente a pescar no mar.
A população estava outrora dividida em diferentes "castas": os Lanchões (aqueles que possuíam barcos capazes para a pesca do alto mar, logo mais endinheirados), os Rasqueiros (a "burguesia" piscatória que usava redes "rasca" para pescar raia, lagosta e caranguejos) e os Sardinheiros ou Fanequeiros (os que possuíam pequenos barcos e apenas poderiam apanhar peixe de menor importância ao largo da costa), e, isolados deles, os lavradores (os agricultores). Existiam ainda outros grupos, os Seareiros (os que misturavam a vivência piscatória e agrícola), e os Sargaceiros (os que se dedicavam à apanha de sargaço). E, por norma, as diferentes castas não se envolviam, os casamentos mistos eram proibidos devido ao isolacionismo dos pescadores, coordenados por anciãos.

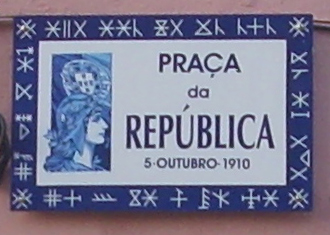
Nas placas de rua do centro da cidade são colocadas marcas de famílias tradicionais.

As siglas poveiras, com um número restrito de símbolos que eram combinados para formar marcas mais intrincadas, eram usadas como um sistema de comunicação visual rudimentar ou como brasão e marca familiar para assinalar pertences. Os vendedores usavam-nas também no seu livro de conta fiada; os pescadores aplicaram-nas em rituais religiosos esculpindo a sua marca em portas de capelas católicas perto de montes ou praias; na mesa da Igreja Matriz durante o casamento; e tinham ainda importância mágica, tal como a sigla São Selimão, que era vista como um símbolo protector.
As siglas são herdadas e aos filhos era dada a mesma marca mas com um traço, chamado de piquee continuam a ser bordadas nas famosas camisolas poveiras.
O filho mais novo, o herdeiro, não teria nenhum pique, herdando assim a marca-brasão. As siglas são ainda hoje usadas, de forma cada vez mais ligeira, por algumas famílias; e são relacionadas com tradições viquingues muito antigas.
Dos objectos do quotidiano tradicional poveiro, destaca-se a Lancha Poveira, um barco que se desenvolveu a partir do Dracar viquingue, sem a popa e a ré pronunciadas, com vela mediterrânica. As camisolas poveiras são um traje local com motivos marítimos com o nome do dono bordado em sigla. Criadas com intenção festiva e decorativa, as camisolas foram traje comunitário até 1892, ano em que se deu uma fatalidade no mar, e assim deixou de ser usada como forma de luto, voltando a se popularizar no final da década de 1970. Hoje em dia, tem-se buscado formas para modernizar as camisolas poveiras por um lado e por outro manter os saberes tradicionais, tendo havido estilistas que as apresentaram em desfiles internacionais de moda. Outro artesanato típico são os tapetes de Beiriz que são tapetes rústicos nos quais o padrão do tapete pode ser também visto no lado inverso.
Em 15 de Agosto realiza-se a Festa de Nossa Senhora da Assunção, uma das maiores deste género em Portugal, cujo ponto mais alto da procissão acontece em frente ao porto de pesca – nessa altura centenas de foguetes são lançados de barcos engalanados. Na última quinzena de Setembro, por altura dos festejos da Nossa Senhora das Dores, decorre a centenária e típica Feira da Louça da Senhora das Dores, com diversas tendas, instaladas no largo junto à Igreja da Senhora das Dores, que comercializam louça diversa, em especial louça tradicional portuguesa.
O monte de São Félix é um ponto de referência dos pescadores no mar e de culto antigo. No último Domingo de Maio, a Romaria da Senhora da Saúde percorre uma distância de 7 quilómetros entre a Igreja Matriz e o Santuário da Nossa Senhora da Saúde, no sopé do Monte de São Félix. Junto ao cabo de Santo André, existe uma formação rochosa chamada Penedo do Santo, que tem uma marca que os pescadores acreditam ser uma pegada do próprio Santo André. Eles acreditam ainda que este santo é o barqueiro das almas e que liberta as almas daqueles que se afogam no mar, indo pescá-las ao fundo do oceano depois de um naufrágio. A festa de Santo André acontece na madrugada do último dia de Novembro, em que grupos de pessoas, envolvidos em mantos pretos e segurando lampiões, vão até à capela pela praia.

### Cozinha
Os ingredientes tradicionais da cozinha poveira são os produtos hortícolas regionais e o peixe. O peixe é dividido em duas categorias, o peixe "pobre" (sardinha, raia, cavala, cascarra e outros) e o peixe "fino" (tais como pescada, robalo, badejo e melo). O prato local mais famoso é a Pescada à poveira, cujos ingredientes principais são, para além do peixe que dá o nome ao prato, batatas, ovos e um "molho fervido" de cebola e tomate. Outros pratos piscatórios incluem o arroz de sardinha, a caldeirada de peixe,  lulas recheadas à poveiro, arroz de marisco e lagosta suada. Marisco com concha e iscas, pataniscas e bolinhos de bacalhau fritos são entradas populares de pratos. A feijoada poveira, servida com arroz seco, é feita com feijão branco, chouriço e pedaços de carne bovina e suína.
A francesinha poveira é fast food típica da Póvoa que surgiu em 1962 para consumo rápido pelos banhistas. Com semelhanças apenas na forma com o cachorro quente, é uma sanduíche feita com linguiça, fiambre, queijo e mostarda em pão cacete. A francesinha é barrada com um molho específico feito à base de manteiga, margarina, ketchup e piri-piri, com conhaque, brandy, porto ou whisky.
Ao longo da EN13, que cruza o interior da cidade, encontra-se a maior concentração de restaurantes. Alguns são bastante conhecidos devido a especialidades locais como o marisco, bacalhau, pescada à poveira, frango assado e francesinha.

### Desporto

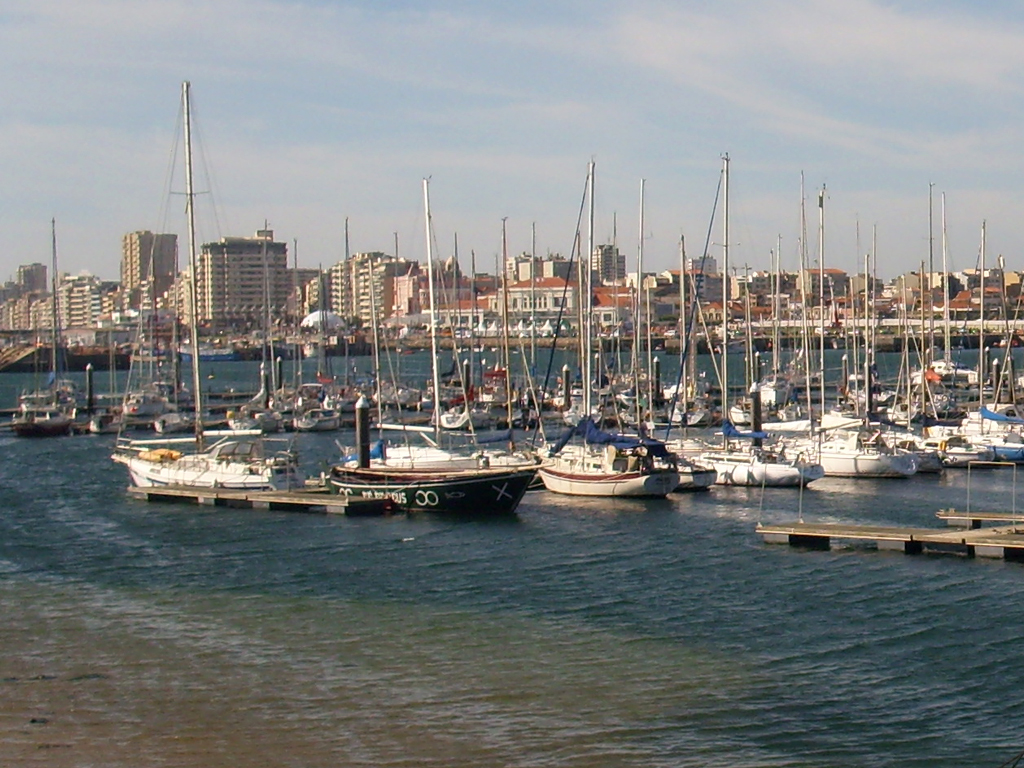
A Marina da Póvoa é uma paragem para barcos que estejam a explorar a costa ocidental ibérica.

Segundo a câmara municipal, 38% da população da Póvoa de Varzim pratica desporto, um valor superior à média nacional. O desporto (esporte) mais popular é o futebol. Bruno Alves, jogador de futebol, é o poveiro que mais se destaca no mundo do desporto. O Estádio Municipal e seus campos sintéticos do Parque da Cidade são o palco do campeonato inter-freguesias onde 19 clubes de futebol popular competem: Aguçadoura, Amorim, Argivai, Averomar, Balazar, Barreiros, Beiriz, Belém, Estela, Juve Norte, Laundos, Leões da Lapa, Mariadeira, Matriz, Navais, Rates, Regufe, Terroso e Unidos ao Varzim. O Varzim Sport Club é o clube de futebol profissional do município e joga no Estádio do Varzim adjacente à praia; na presente temporada disputa a Segunda Divisão , mas por várias vezes atingiu a liga principal.
O Meeting Internacional da Póvoa de Varzim, em piscina de longo curso, é umas provas europeias de Inverno que serve de avaliação para os mundiais em natação pura. O encontro realiza-se no complexo de piscinas municipais pertencente à Varzim Lazer, uma empresa municipal que gere outros equipamentos desportivos que se encontram no norte da cidade: a Academia de Ténis, a Monumental Praça de Touros e o Pavilhão Municipal. Em frente ao complexo de piscinas público, acham-se as Piscinas do Clube Desportivo da Póvoa, um clube que se evidencia, na cidade, pela porção de praticantes em vários desportos: basquetebol, voleibol, Hóquei em patins, automobilismo e atletismo. Existe ainda o Clube de Andebol da Póvoa de Varzim e o Póvoa Futsal Club. O Voleibol de praia e o futevolei são desportos populares nas praias poveiras, e foi aí que se começou a praticar futevólei, pela primeira vez, em Portugal.
A Marina da Póvoa, perto do porto marítimo, oferece várias actividades desportivas desenvolvidas pelo Clube Naval Povoense, em especial vela, pesca desportiva, pólo aquático e bodyboard. O Troféu Costa Verde, entre a Póvoa de Varzim e Viana do Castelo, é uma das regatas organizadas pelo clube e o Rally Portugal é um evento de vela e exploração da costa ocidental europeia. A Marina da Póvoa é abrigada e é uma paragem para as embarcações de recreio que estejam a explorar a costa ocidental europeia.
Junto ao Monte de São Félix, o Campo de Tiro de Rates é considerado um dos melhores em Portugal e na Europa, tendo um grande prestígio entre os praticantes nacionais. Existe também um Campo de Golfe do género Links e pista de galgos na Estela. A Monumental Praça de Touros (1949) é a única praça de touros em actividade no Norte de Portugal. A corrida mais marcante desta praça acontece no final de Julho. A Grande Corrida TV Norte, tauromaquia, é transmitida pela televisão pública portuguesa.
Em ciclismo realiza-se anualmente a Clássica da Primavera no mês de Abril, sendo tradicional a Póvoa de Varzim ser início ou fim de uma etapa de voltas nacionais. Na modalidade mountain bike está sedeado na cidade o Póvoa Clube BTT e realiza-se na cidade a prova Grande Maratona BTT Cidade da Póvoa de Varzim,. O calendário em atletismo começa com a Meia maratona Cego do Maio em Março, o Grande Prémio da Marginal em Maio e o Grande Prémio de São Pedro no início de Julho.
Devido à geografia e espaços urbanos propícios, a cultura board é omnipresente na Póvoa de Varzim. Na praia da Salgueira concentram-se os bodyborders e os surfistas, na Lota, espaço de ócio para vários públicos, é  especialmente popular entre as comunidades skater e biker, sendo considerada a zona skater mais carismática do país.

### Imprensa
O primeiro jornal foi a Gazeta da Póvoa de Varzim, publicado entre 1870 e 1874. Hoje, a cidade  é servida pelos semanários O Comércio da Póvoa de Varzim (1903), A Voz da Póvoa (1938) e o Póvoa Semanário que começou a ser imprimido no final da década de 1990.
As estações da Rádio Mar (89.0) e a Rádio Onda Viva (96.1) emitem em FM e pela Internet. A programação diária das estações de rádio inclui notícias e desporto de âmbito local e da região da Póvoa de Varzim. A Rádio Onda Viva emite diariamente programação em Mandarim direccionada para a comunidade chinesa. Existem televisões locais na Internet, nomeadamente a Norte Litoral TV e a Onda Viva TV.

## Economia

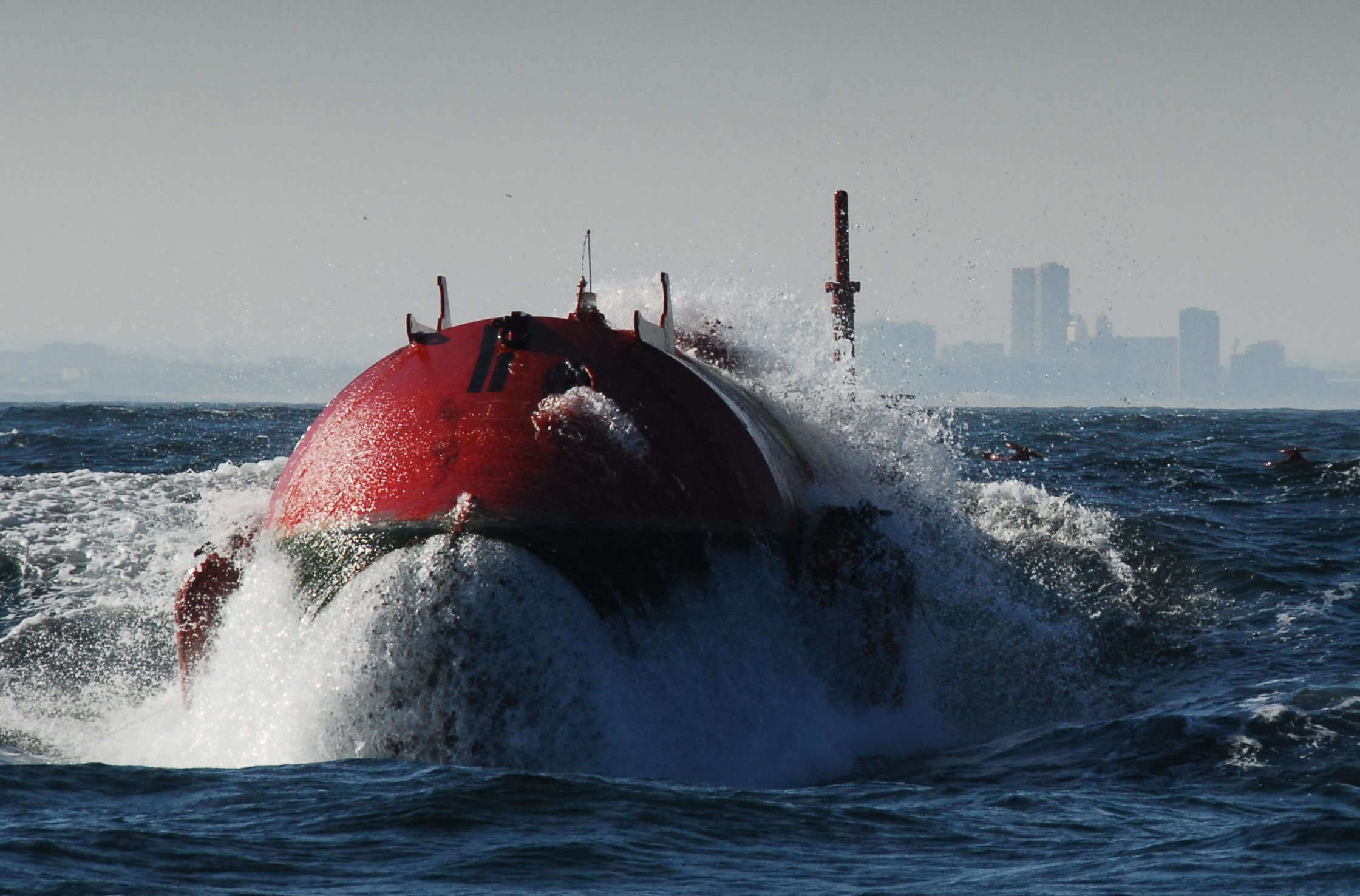
Parque de Ondas da Aguçadoura, com a cidade da Póvoa de Varzim ao fundo.

A Póvoa de Varzim possuiu uma economia diversificada, cuja espinha dorsal assenta no turismo (nomeadamente o jogo, hotéis e restaurantes) e no sector alimentar (destacando-se a produção de leite, horticultura e pescas). De acordo com o censo de 2001, é no sector terciário que a maioria das 1770 empresas sedeadas na Póvoa de Varzim laboram. Contavam-se 33,73% das empresas no sector secundário e 2,82% eram do sector primário. A taxa de actividade cresceu de 48% para 51,1% entre 1991 e 2001, mas 3353 cidadãos encontravam-se desempregados em Junho de 2006.
Muita da sua economia é virada para o mar. A indústria piscatória, quer através do pescado que chega diariamente ao porto de Pesca da Póvoa de Varzim para o fabrico de conservas e para venda no mercado da cidade, a agricultura nas dunas, a apanha de sargaço para fertilizar os campos e o turismo são o resultado da sua geografia. A milenar indústria pesqueira perdeu muita importância. No entanto, o valor médio do peixe descarregado no seu porto de pesca, em 2004, era quase três vezes superior ao do porto de Matosinhos e a sua produtividade pesqueira era também comparativamente superior à de outros portos nacionais.

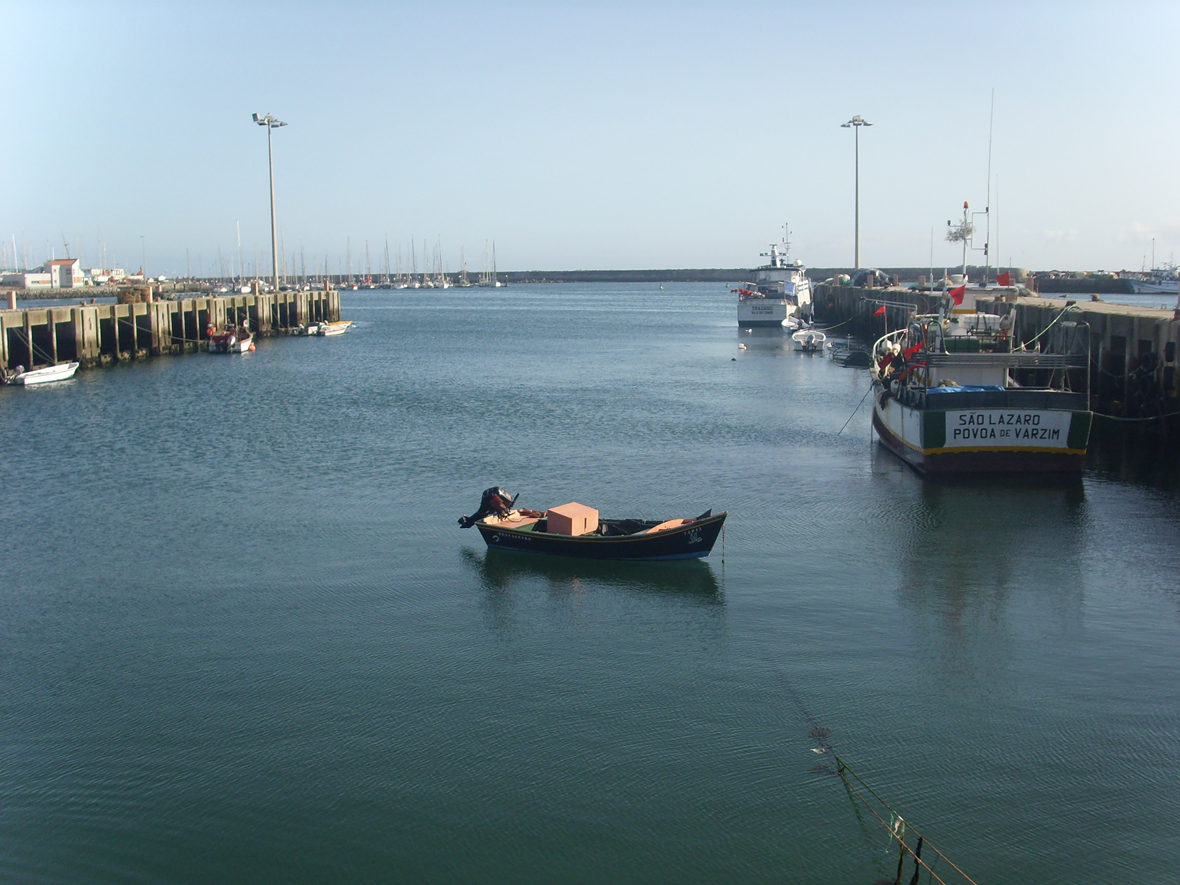
Porto da Póvoa de Varzim.

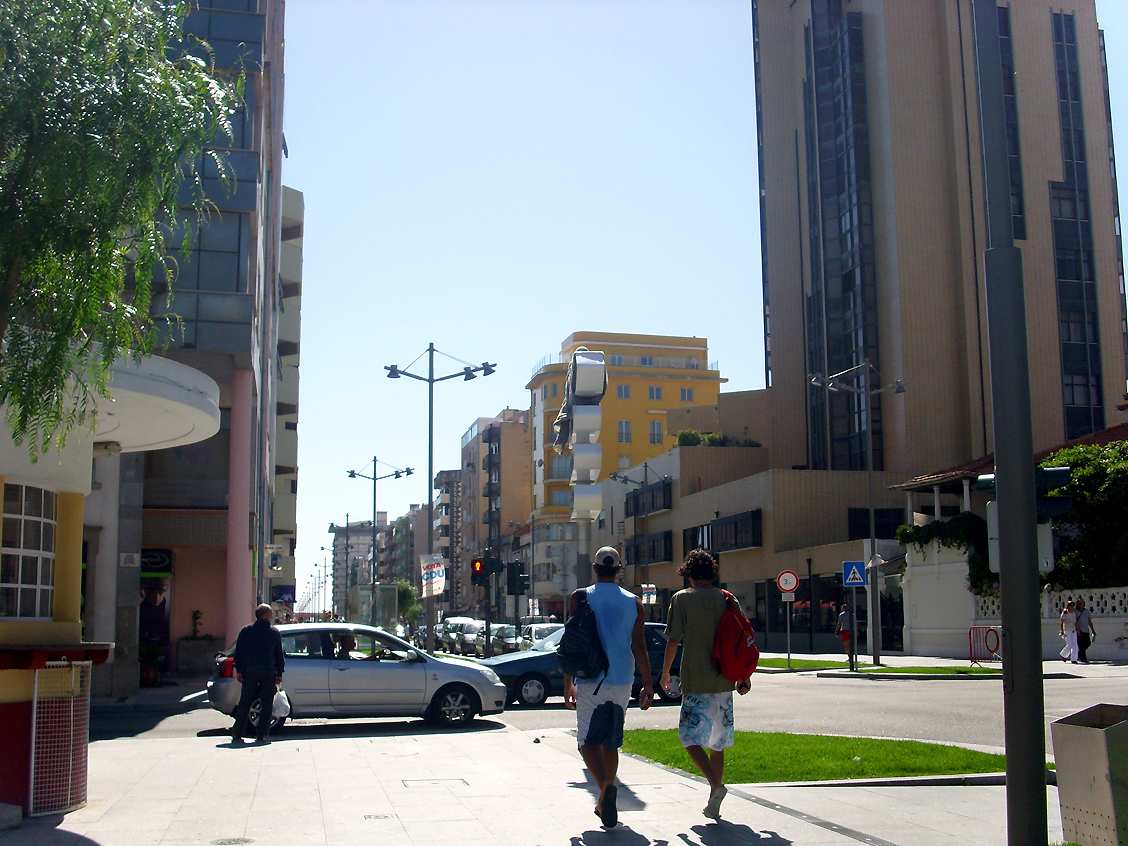
A Mouzinho de Albuquerque é uma avenida central de serviços com nível subterrâneo.

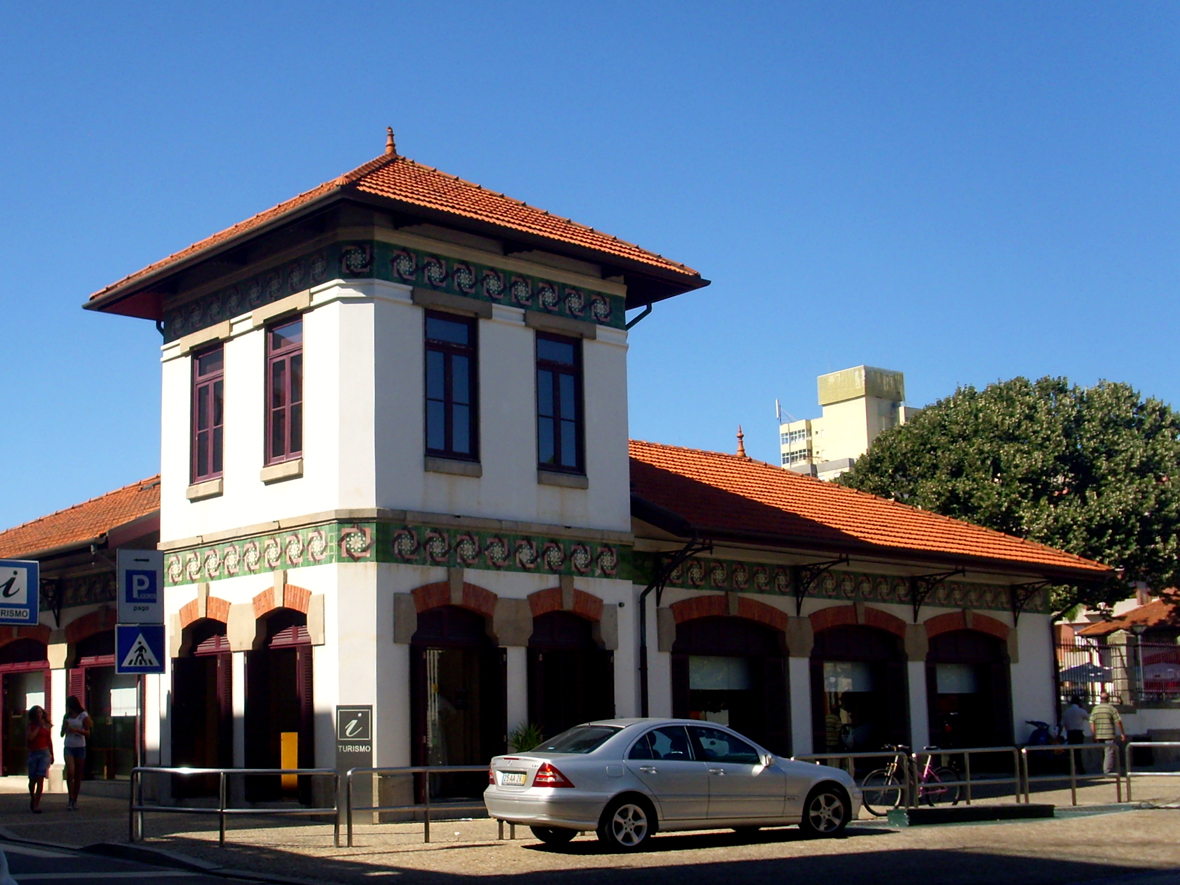
Posto de Turismo num "torreão" da Praça Marquês de Pombal.

Apesar da sua escassa dimensão territorial, o concelho é um importante centro alimentar. A norte da cidade há uma grande concentração de explorações hortícolas, onde se cultivam hortícolas com o nome da Póvoa como cenoura, cebola, couve-galega e a penca da Póvoa, esta última popularmente usada no típico prato natalício de bacalhau em Portugal. Os produtores estão agrupados na Associação de Horticultores da Póvoa Varzim, denominada Horpozim. O desenvolvimento da horticultura deu-se com os campos masseira. A técnica masseira aumenta a rentabilidade agrícola usando grandes depressões rectangulares escavadas nas dunas, com a areia retirada amontoada em bancos que circundam a depressão. São cultivadas vinhas nos bancos e o sargaço, que chega em grandes quantidades às praias locais, são usados como fertilizante. Nos dias de hoje, grande parte das masseiras foram substituídas por estufas.
A zona rural interior é uma importante bacia leiteira. O Centro Empresarial da Agros da Lactogal, a maior produtora de leite e derivados em Portugal, está em construção e será a sede da empresa e incluirá vários departamentos tais como parque de exposições e laboratórios, tornando-se assim no maior projecto agrícola em curso no Norte de Portugal. Também sediada na Póvoa, a LEICAR é a associação de produtores de Leite e Carne do Entre-Douro-e-Minho.
A Póvoa de Varzim é notada internacionalmente pela indústria de energias renováveis. O primeiro parque comercial da energia das ondas no mundo, o Parque de Ondas da Aguçadoura, encontra-se localizado na sua costa. A sustentabilidade energética está prevista com a expansão do parque de ondas para fornecer energia para 250 mil habitantes, 10% dessa energia, capaz de fornecer um terço da população do município, será oferecida à cidade. A Energie, uma empresa local, desenvolveu um sistema solar termodinâmico com uma bomba de calor para gerar energia permanentemente; o sucesso desta tecnologia internacionalmente levou a que a empresa abrisse uma nova grande fábrica, que começou a operar em 2007.
Na cidade encontra-se baseada a divisão de cordas de amarração para águas profundas da Royal Lankhorst Euronete, uma indústria em expansão que se desenvolveu a partir da indústria de cordoaria local. Por outro lado, a indústria têxtil apresenta baixa produtividade e rendimentos. Estas indústrias localizam-se na periferia da cidade. De ressalvar, a indústria têxtil artesanal de Beiriz, Terroso e Laundos, e a indústria da madeira em Rates. No sector da construção destaca-se a Monte Adriano, empresa poveira multinacional que é a sétima maior no sector em Portugal,
As zonas industriais, Parque Industrial de Laundos e Zona Industrial de Amorim, encontram-se articuladas com a auto-estrada A28 na periferia da cidade. A Associação Comercial e Industrial da Póvoa de Varzim foi fundada em 1893. Apesar do peso no comércio internacional do Grande Porto ser fraco, em 2004 representava 1,1% das saídas e 0,9% das entradas, a taxa de cobertura das chegadas em relação às saídas ultrapassava os cem por cento.

## Governo
O município da Póvoa de Varzim é administrado por uma Câmara Municipal composta por nove vereadores. Existe uma Assembleia Municipal que é o órgão legislativo do município, constituída por 39 deputados, doze dos quais são presidentes das juntas de freguesia.
Depois das eleições autárquicas de 2009, cinco vereadores são do Partido Social Democrata, três do Partido Socialista e um do CDS - Partido Popular. O presidente da Câmara Municipal é Macedo Vieira, pelo PSD, que foi reconduzido para o cargo com 46,2% dos votos. A maioria das cadeiras da assembleia municipal e das juntas de freguesias são também dominadas pelo PSD. Desde as primeiras eleições livres com o fim do período do Estado Novo, que apenas partidos de direita dominam o município, a câmara foi governada pelo CDS entre 1976 e 1989 e desde então pelo PSD. O CDS viu a sua popularidade ter um declínio abrupto em 1997, passando desde esta altura a ser a terceira força política. Pelo contrário, o PSD conheceu nesse mesmo ano a sua primeira maioria absoluta com 62,4% dos votos.
Entre 1308 e 1836, o concelho era constituído apenas pela sede, cujo território foi sendo dilatado de forma a se aproximar do que se acreditava ser o território de Villa Euracini. Aver-o-Mar foi anexada como lugar, primitivamente, no século XVII devido a uma população crescente de pescadores-lavradores. Com a reforma administrativa do território em 1836, a Póvoa de Varzim passa a ser constituída por várias freguesias e o seu território dilata-se consideravelmente. Por outro lado, Caxinas e Poça da Barca, com populações piscatórias originárias da Póvoa de Varzim, continuam a ser administradas por Vila do Conde, apesar dos desejos centenários da Póvoa para que sejam integradas no seu município. A 15 de Março de 1858, um ofício do Governo Civil refere para que a Póvoa troque os lugares de Cerca e Quintela de Argivai (por serem contíguos a Vila do Conde), pelos de Poça da Barca e Regufe, tal como havia requerido. No entanto, no dia seguinte um novo ofício declara lesiva para Vila do Conde tal anexação, apesar dos moradores de Poça da Barca terem também requerido a anexação à Póvoa.
O brasão da Póvoa de Varzim é antigo e não se conhece a sua origem. É composto por um Sol de ouro e uma lua de prata; no centro uma cruz de ouro terminada por dois braços de âncora de prata, representando a segurança no mar. Por cima da cruz, um anel, do qual cai um rosário de ouro que se entrelaça nos braços da âncora, representando a fé e a protecção divina. O escudo é encabeçado por uma coroa mural composta por cinco torres de prata, em sinal do seu estatuto de cidade. A bandeira é partida de branco e azul. Entre 1939 e 1958, foi usado um brasão e uma bandeira que suscitaram polémica entre os poveiros; o escudo passava a ser de ouro, coberto por uma rede vermelha, e sobre esta figurava o mar, no qual vogava uma lancha de negro com uma bandeira plana de vermelho. A população não aceitou esta nova simbologia e anos mais tarde a antiga seria restaurada.

### Relações internacionais
A Póvoa de Varzim faz parte de uma rede de cidades europeias geminadas entre si, onde se valoriza o desenvolvimento do projecto europeu, a promoção da mobilidade dos cidadãos europeus e o estabelecimento de laços de amizade e cooperação. Pela sua acção neste campo recebeu as Estrelas D'Ouro das Geminações de Cidades de 1995 e 2005 pela Comissão Europeia.

#### Cidades geminadas
- Eschborn, Alemanha (1998)
- Montgeron, França (1986)
- Rio de Janeiro, Brasil (1989)
- São Paulo, Brasil (2007)
- Żabbar, Malta (2001)

## Educação

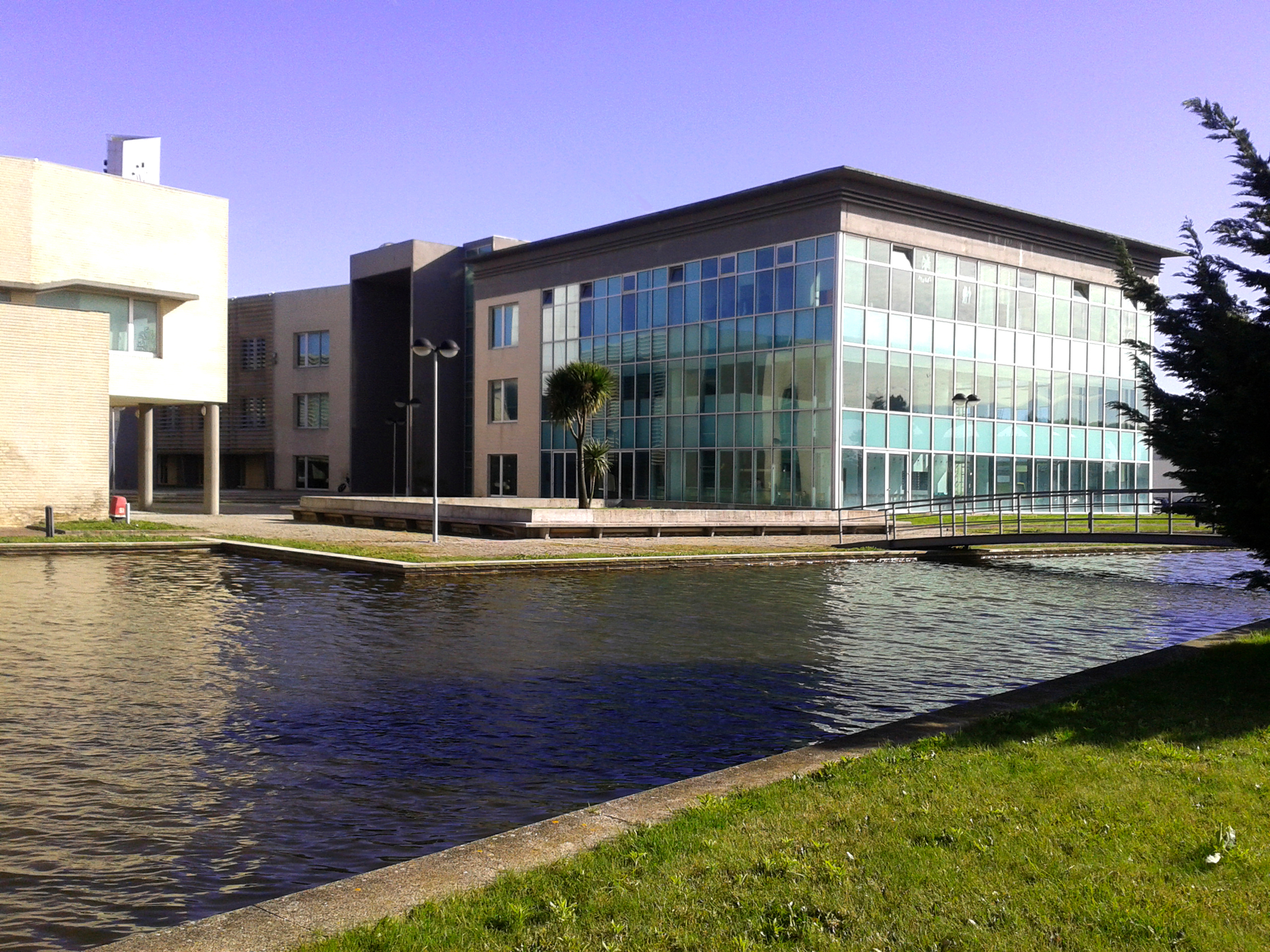
Edifício social no campus da ESEIG.

A Escola Superior de Estudos Industriais e Gestão (ESEIG), parte do Politécnico do Porto, foi fundada em 1990. A escola estava baseada em dois campus, um na Avenida Mouzinho de Albuquerque e outro em Vila do Conde, mas foi unificada num único campus em 2001.O novo campus tem 31544 m² e inclui equipamentos tais como um auditório e espaços de pesquisa. A ESEIG oferece educação pré-graduada e pós-graduada. As escolhas académicas centram-se em engenharia industrial, desenho industrial, engenharia biomédica, gestão, recursos humanos, contabilidade e finanças empresariais.
A Póvoa de Varzim tem escolas públicas, paroquiais e independentes espalhadas pela cidade e áreas rurais. A educação pública no município é providenciada por cinco agrupamentos verticais: Flávio Gonçalves, Cego do Maio, Aver-o-Mar, Campo Aberto e Rates. Estes agrupamentos reúnem jardins-de-infância e escolas até ao nono ano de diferentes espaços do concelho e são encabeçados pelas escolas Escolas de Educação Básica do 2.º e 3.°Ciclo que deram o nome aos respectivos agrupamentos. As escolas privadas na Póvoa de Varzim são primariamente geridas por paróquias ou católicos, mas o Grande Colégio da Póvoa de Varzim na área urbana e a Escola Agrícola Campo Verde são escolas independentes eminentes, para além do MAPADI que é um grande complexo para crianças com o síndroma de Down. O Colégio do Sagrado Coração de Jesus, onde estudou Agustina Bessa-Luís e as meninas da classe alta piscatória tem como objectivo ser uma escola católica de topo.
As escolas secundárias (do 10.º ao 12.º ano) estão situadas no centro da cidade, são elas a Escola Secundária Eça de Queirós e a Escola Secundária Rocha Peixoto. O Colégio de Amorim é uma escola independente na freguesia de Amorim que também oferece educação a nível secundário. A Eça de Queirós foi um liceu criado em 1904 e que ainda mantém a sua vocação humanista e a Rocha Peixoto era uma antiga escola industrial e comercial criada em 1924.
A Biblioteca Municipal Rocha Peixoto, estabelecida em 1880, encontra-se instalada no presente edifício desde 1991, e possui pólos de leitura em Aguçadoura, Amorim, Balazar, Laúndos e Rates, para além da biblioteca de praia Diana Bar. Um pouco mais de um quarto da população já tem habilitações a nível secundário ou superior. O nível de analfabetismo na Póvoa de Varzim reduziu-se entre 1991 e 2001 de 7 para 5 por cento.

## Infraestrutura

### Transportes

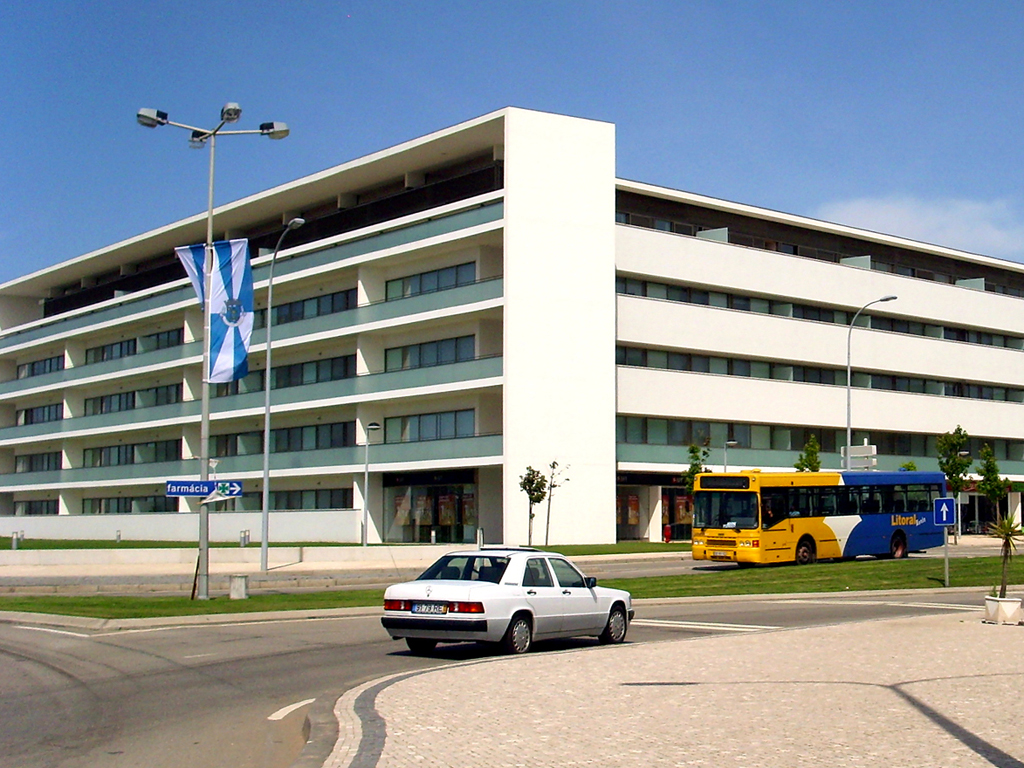
Autocarro da Linha A saindo da Avenida 25 de Abril durante o circuito Amorim - Caxinas.

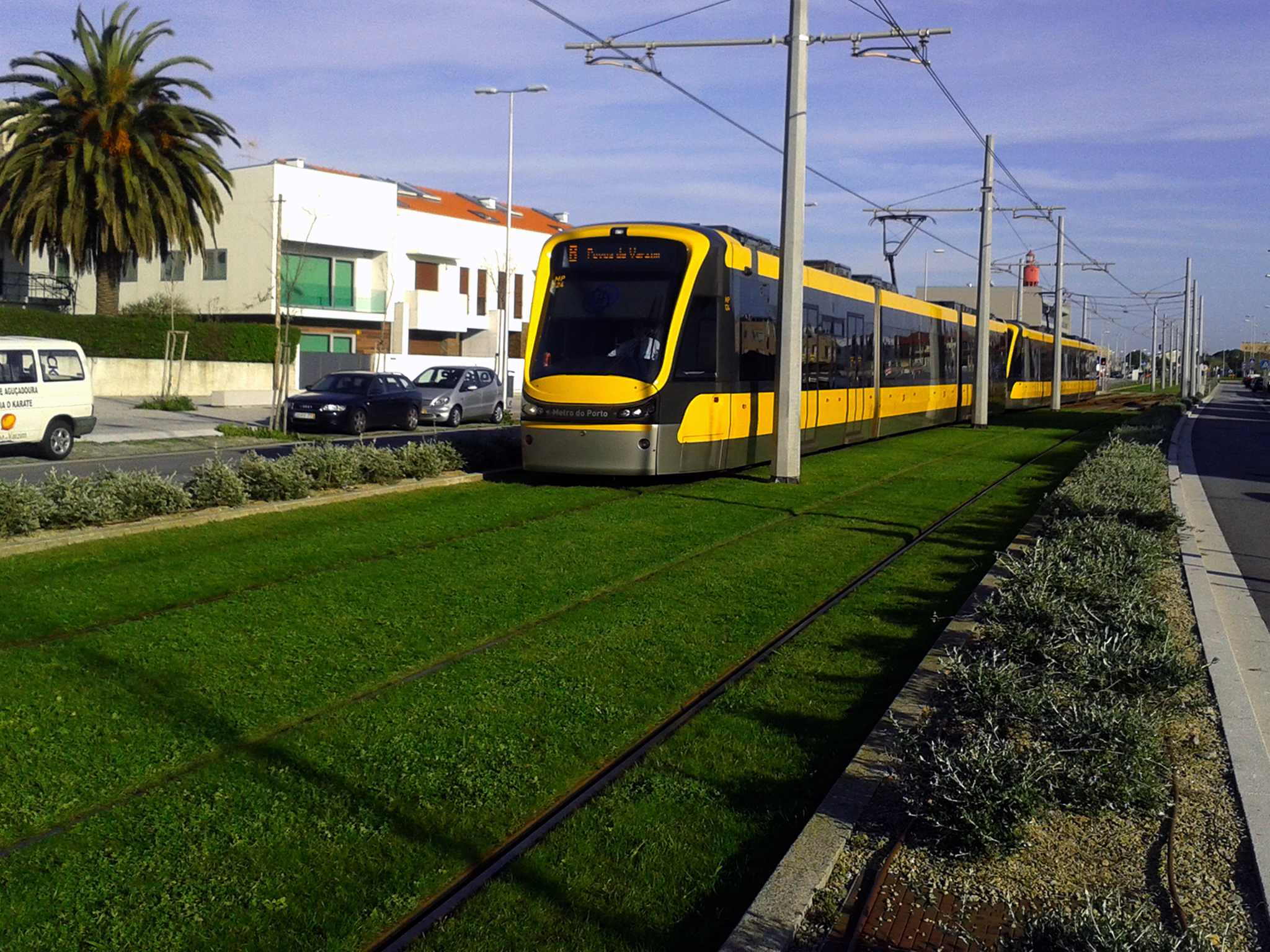
Tram-train do Metro do Porto em Penalves, depois de sair da estação São Brás.

A Póvoa de Varzim é servida por uma rede de transportes que emprega vias marítimas, terrestres e aéreas. A infraestrutura terrestre de acesso é composta por auto-estradas, o sistema de estradas nacionais e rede de metropolitano ligeiro. Estas infraestruturas e os terminais aeroporto, central de camionagem, marina e porto marítimo são utilizados diariamente por milhares de pessoas para aceder à cidade.
O transporte público dentro da cidade da Póvoa de Varzim é gerido predominantemente pela Litoral Norte - Transportes Urbanos da Póvoa de Varzim, as restantes linhas são geridas pela Transdev. A Central de Camionagem da Póvoa de Varzim é um término de camionetas e autocarros (ônibus) que providenciam transporte na região circundante, nomeadamente na zona rural do município, Porto, região do Minho e Galiza.
Situado a apenas 18 km do centro da cidade, o Aeroporto Internacional Sá Carneiro (OPO) é um dos principais aeroportos internacionais no país. O Aeródromo da Póvoa de Varzim, oficializado como S. Miguel de Laundos, é uma pista de 270 metros de comprimento para ultraleves e outros aviões de pequeno porte.
A linha B do Metro do Porto liga a Póvoa de Varzim à cidade do Porto e ao aeroporto em dois tipos de serviços, o normal e o "expresso". A linha opera numa antiga ferrovia que entrou em actividade em 1875 e foi desactivada em 2002 para dar lugar ao metro. O caminho-de-ferro foi expandido e chegou a Famalicão em 1881, tendo sido desactivado em 1995 e planeia-se a adaptação do canal para ciclovia. Os carros americanos apareceram em 1874 e permaneceram nas ruas da cidade até aos primeiros anos do século XX.
A cidade é ligada por estrada num eixo Norte-Sul desde Valença até ao Porto pela auto-estrada A28. As auto-estradas A7 e pela A11 cruzam a A28 e num eixo Este-Oeste, através do Sul e Norte da cidade, por essa ordem, ligam a cidade a Guimarães e Braga. Apesar de terem perdido utilidade como vias para médias e longas distâncias, as Estradas Nacionais adquiriram interesse municipal: a EN13, que corta a cidade a meio no sentido Norte-Sul, é usada pelos automobilistas provenientes das freguesias a norte e da cidade de Vila do Conde, a sul, para aceder ao centro da cidade. A EN205 e a EN206 são utilizadas pelos viajantes provenientes do interior do concelho.
A malha viária tradicional da cidade, composta por vias de ligação paralelas em direcção ao mar, pode ser vista pela importância que as seguintes vias possuem: Avenida do Mar, Avenida Vasco da Gama, Avenida Mouzinho de Albuquerque e Avenida Santos Graça. A Avenida dos Descobrimentos e a Avenida dos Banhos, por outro lado, correm paralelas à costa. O crescimento da cidade para o interior e para norte do município fez com que a organização anelar ganhasse importância através da configuração da Avenida 25 de Abril, uma via de cintura urbana.

### Sistemas de saúde
A primeira estrutura de cuidados de saúde, a Santa Casa da Misericórdia da Póvoa de Varzim, abriu em 1756. Os hospitais da cidade são o Centro Hospitalar da Póvoa de Varzim e Vila do Conde (público) e o Hospital Clipóvoa (privado). O hospital público, apesar de recentemente expandido, sofre de carências em termos de espaços de qualidade. Devido a isso, planeia-se a edificação de um hospital moderno para servir as populações dos dois concelhos, que será edificado na fronteira entre as duas cidades.
O Centro de Saúde da Póvoa de Varzim é uma estrutura pública de cuidados primários de saúde no centro da cidade com seis extensões dispersas pelo município: Aguçadoura, Amorim, Aver-o-Mar, Centro de Diagnóstico Pneumológico da Póvoa, Pescadores e São Pedro de Rates. A Santa Casa da Misericórdia da Póvoa de Varzim opera o Centro de Estudos e Apoio à Paramiloidose (CEAP), a única instituição deste tipo no país para doentes da Polineuropatia amiloidótica familiar, de transmissão genética e com prevalência na Póvoa de Varzim.

### Segurança

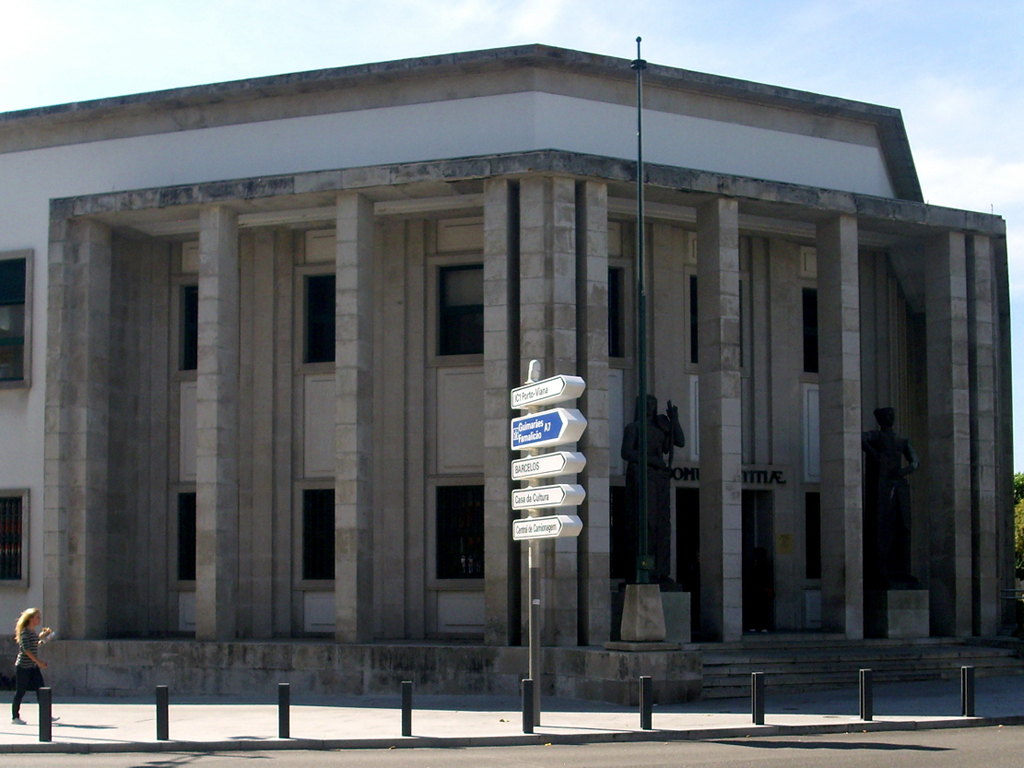
Palácio da Justiça no Largo das Dores.

A Polícia Municipal da Póvoa de Varzim, uma das primeiras a surgir no país, é uma polícia administrativa que atua na área de circunscrição do município e depende diretamente do presidente da Câmara Municipal. A Polícia de Segurança Pública (PSP) atua nas freguesias da cidade e a Guarda Nacional Republicana (GNR) na extensa área rural. A Brigada Fiscal da GNR encontra-se abrigada na Fortaleza da Nossa Senhora da Conceição, nas vizinhanças localiza-se também a Polícia Marítima. A estação salva-vidas do Instituto de Socorros a Náufragos encontra-se na enseada. A Póvoa é uma das doze fronteiras marítimas nacionais controladas pelo Serviço de Estrangeiros e Fronteiras.
Em termos de criminalidade, a Póvoa de Varzim é considerada pela PSP como uma zona "calma" em todos os aspetos, sendo a criminalidade violenta praticamente inexistente. A criminalidade consiste sobretudo em pequenos furtos a interiores de residências, lojas e automóveis.
A Real Associação Humanitária dos Bombeiros Voluntários da Póvoa de Varzim surgiu em 1877 depois de uma reunião da população, adotou a designação de "Real" em 1904 dada pelo rei D. Carlos, título que mantém até hoje.
A Escola Prática dos Serviços, a nascente da cidade, é a sede nacional de instrução da administração militar, engloba o Batalhão de Administração Militar e no âmbito da reestruturação de serviços do Exército, a anteriormente designada Escola Prática de Administração Militar, passou a partir de 2006 a acolher também os serviços de material e transportes, aumentando as suas funções e número de militares.